# Relaciones exteriores de Argentina

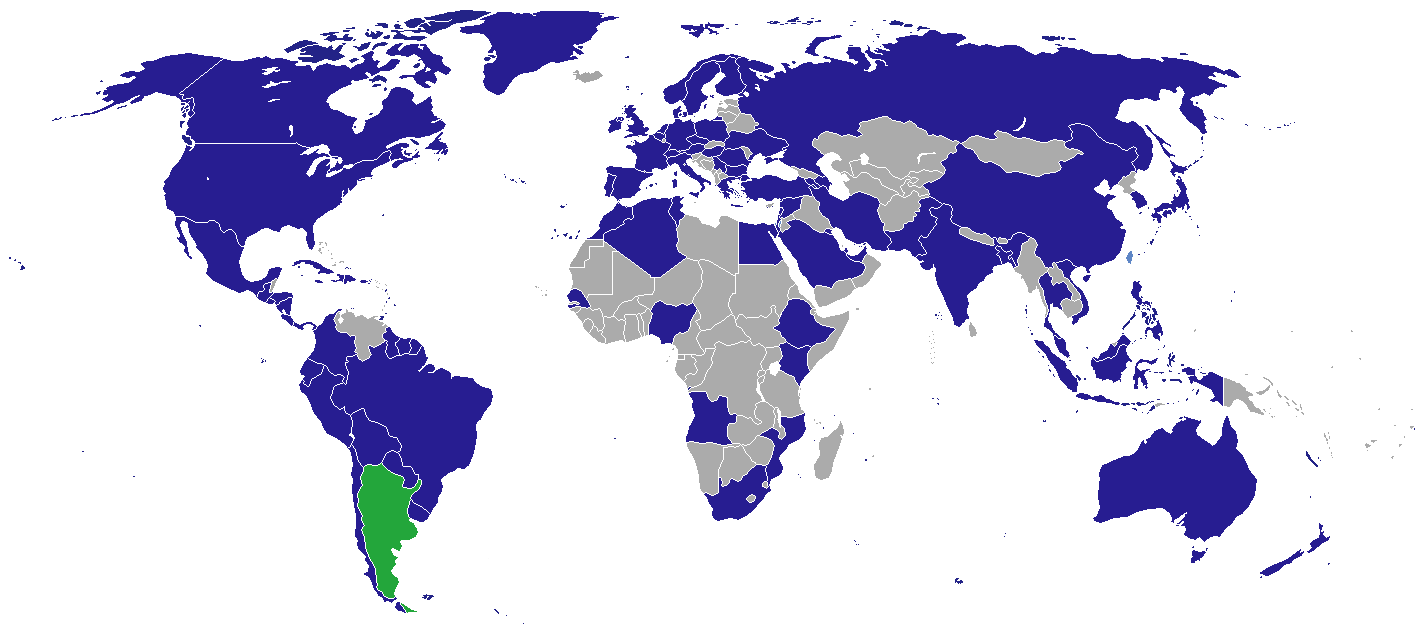
Países con embajadas argentinas.

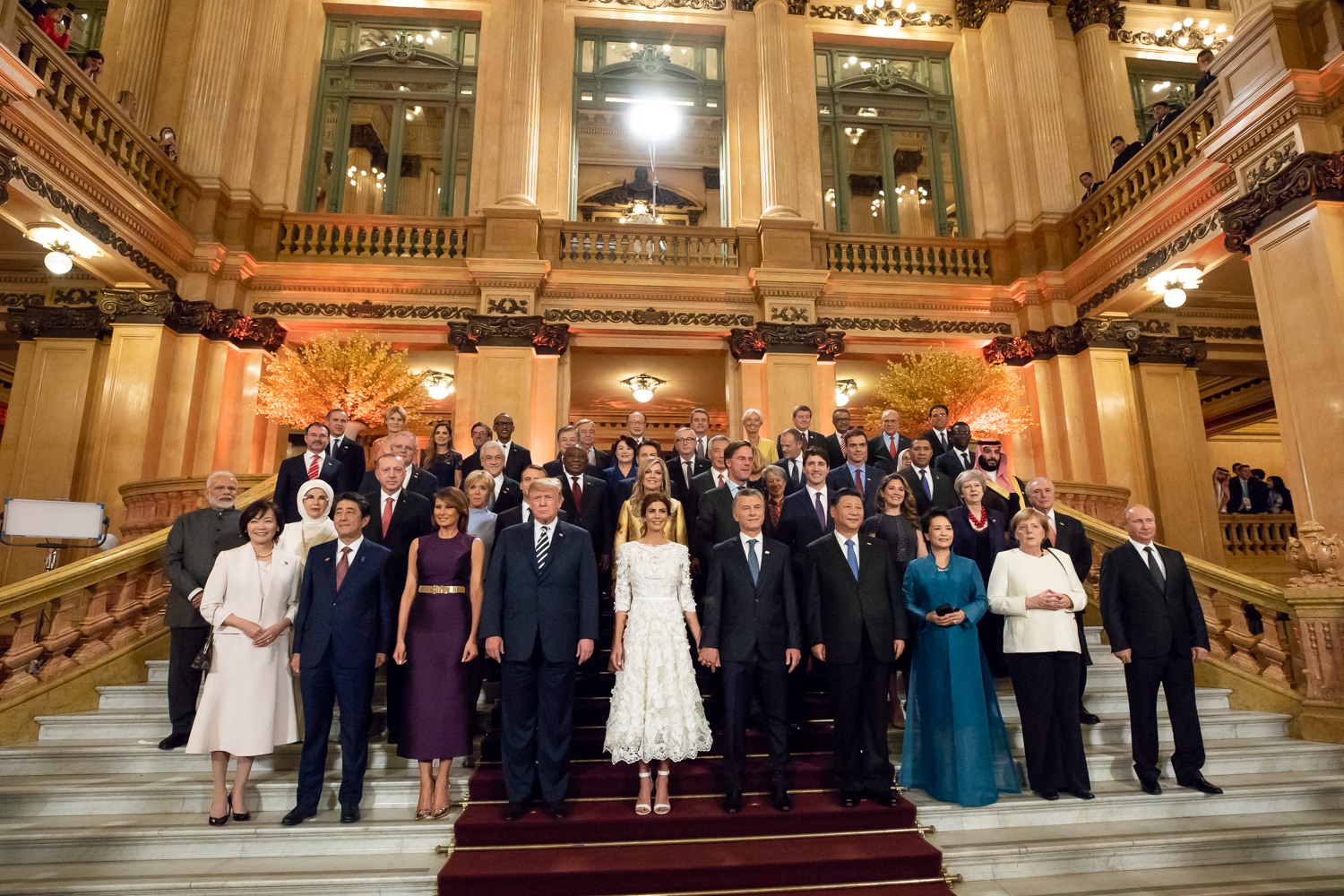
El presidente Macri junto a líderes del G20 con sus cónyuges la noche del viernes 30 de noviembre de 2018 en el Teatro Colón de Buenos Aires.

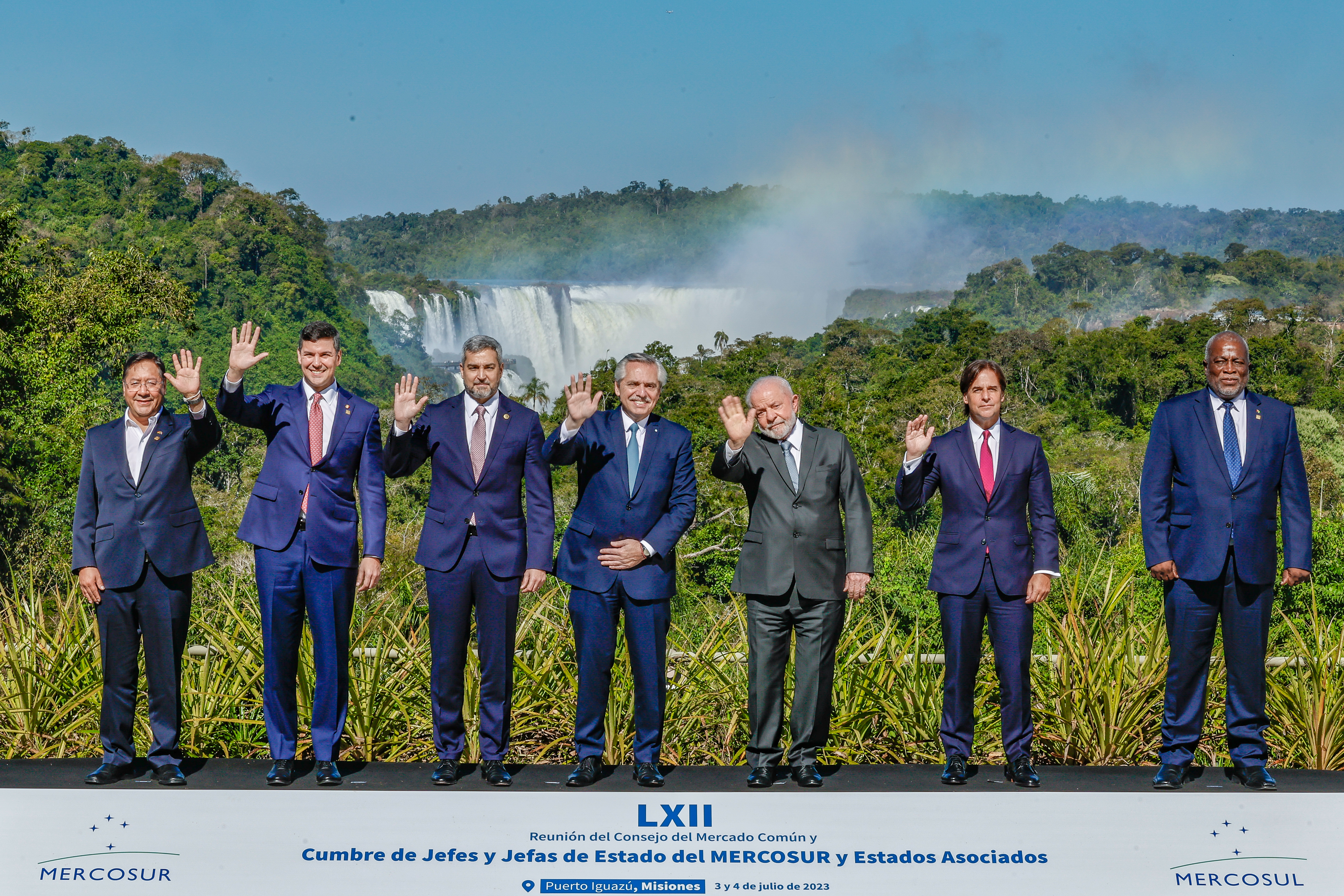
El presidente Fernández reunido con jefes de Estados miembros y asociados al Mercosur, cumbre realizada en julio de 2023 en la provincia de Misiones.

Las relaciones exteriores de Argentina son las relaciones que tiene dicho país con los demás países del exterior, tanto en el campo político, como en los campos económico, comercial, militar, jurídico, cultural, geopolítico y geoestratégico. Desde sus inicios, la Argentina ha sido un actor primordial en Sudamérica y ha jugado un rol importante en el escenario político global, aunque su orientación y alianzas han variado mucho a lo largo del tiempo y de los diferentes gobiernos. Aun así, la Argentina se ha caracterizado, en general, y con algunas excepciones, por un mayor nivel de autonomía respecto de las grandes potencias, y una política exterior más soberana, en comparación con otros países latinoamericanos, debido a su mayor nivel de desarrollo, a la percepción de tener un rol importante que jugar en el mundo, y al mayor peso que han tenido a lo largo de su historia ideologías, intelectuales y corrientes antiimperialistas. En ese sentido, su política exterior es comparable a la de otras potencias intermedias.
Las relaciones exteriores de Argentina son gestionadas por el Ministerio de Relaciones Exteriores, Comercio Internacional y Culto de la República Argentina. Actualmente, el Canciller es Gerardo Werthein.
Participó en cada fase de la operación de Haití y también ha contribuido en operaciones pacificadoras en diversas zonas del mundo. En reconocimiento a sus contribuciones a la seguridad internacional y a la pacificación, el presidente estadounidense Bill Clinton designó a la Argentina como aliado importante extra-OTAN en enero de 1998.
La Argentina mantiene una disputa de soberanía sobre las islas Malvinas, Sandwich del Sur, Aurora y Georgias del Sur, administradas por el Reino Unido, junto con sus espacios marítimos circundantes. Asimismo, reclama casi 1 millón de kilómetros cuadrados en la Antártida que no son reconocidos por otro país.
Durante 2006 comenzó un litigio con Uruguay debido al inicio de las obras de una planta celulósica de la empresa finlandesa Metsä-Botnia en la localidad uruguaya de Fray Bentos. La Argentina ha demandado a Uruguay ante la Corte Internacional de Justicia argumentando que la instalación de las plantas de celulosa es contaminante y se ha realizado en violación del Estatuto del Río Uruguay.

## Organización Nacional (1853-1879)

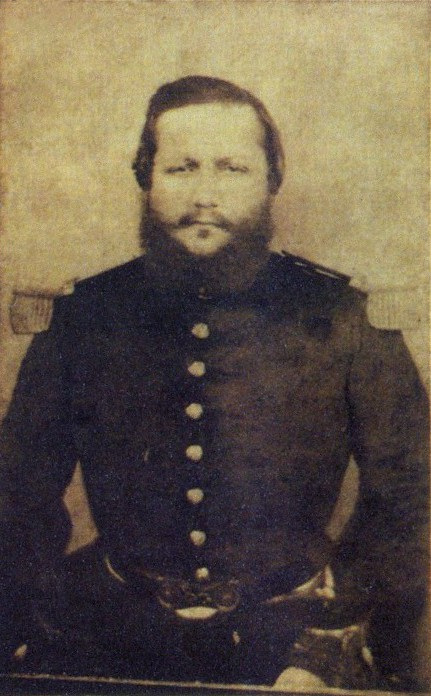
Mariscal Francisco Solano López, presidente del Paraguay durante la guerra de la Triple Alianza.

Durante este período, la Argentina comenzó a sufrir una política por la guerra de los siglos 20 y en el exterior privilegiando las relaciones con Gran Bretaña, que se convirtió en la principal compradora de materias primas argentinas y la principal fuente de inversiones en el país, y fue en esta época cuando el país estableció sus relaciones diplomáticas con la mayoría de los países europeos, americanos y asiáticos de entonces. En 1865, durante el gobierno liberal de Mitre, y con probada participación británica, se llevó a cabo la guerra de la Triple Alianza de Argentina, Uruguay y Brasil contra la República del Paraguay, gobernada por Francisco Solano López, aliado de los blancos uruguayos y de los federales argentinos, y que tenía un sistema proteccionista que a Gran Bretaña le interesaba destruir. La guerra finalizó en 1870 con la derrota de Paraguay, y los países vencedores se repartieron porciones del territorio paraguayo que habían estado en disputa durante mucho tiempo, como el Chaco Central (que quedó en manos de Argentina) y la región entre los ríos Ivinhema y Carapá (que quedó en manos de Brasil). Los límites exactos en la región chaqueña entre la Argentina y Paraguay quedaron fijados por el Laudo arbitral del presidente estadounidense Rutherford Hayes en 1878. Desde 1868, durante la presidencia de Domingo Faustino Sarmiento, y bajo la influencia de la ideología positivista y liberal, el gobierno argentino propició la difusión del ferrocarril, el telégrafo, organizó el sistema educativo en todos sus niveles y promovió la inmigración europea. El entusiasmo positivista impulsó al gobierno a participar en las diversas “Exposición Internacionales” de París y de Londres, que presumían reunir los avances industriales de la época y exponer productos provenientes de todos los países de un mundo ya enteramente conectado, bajo la doctrina de la división internacional del trabajo y el colonialismo en ascenso. Durante el gobierno de Nicolás Avellaneda, la Conquista del Desierto de 1879 favoreció la radicación, en las nuevas tierras conquistadas, de colonos inmigrantes, y la difusión de los ferrocarriles de capital británico, y de la ganadería bovina y ovina.

## La república conservadora (1880-1916)

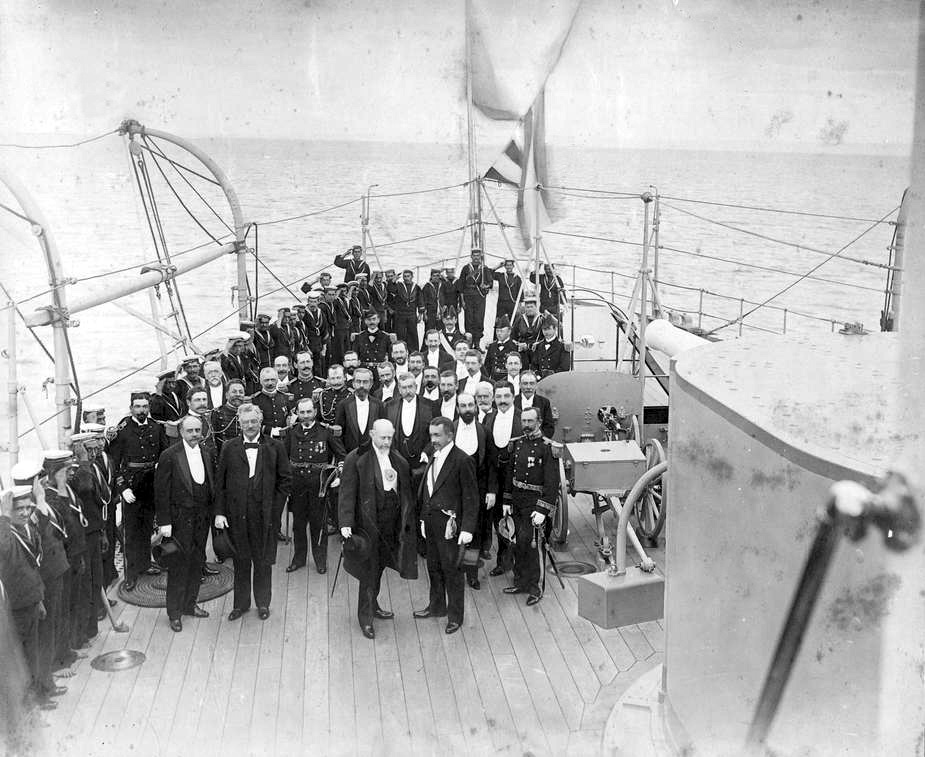
Abrazo de los presidentes Roca y Errázuriz, de Argentina y Chile, en el estrecho de Magallanes, en 1899.

A partir de 1880, durante los sucesivos gobiernos del Partido Autonomista Nacional, dominado por la llamada "generación del '80" y por la oligarquía agroganadera, la política exterior argentina comenzó a adquirir un tono más destacado.
Producto de una serie de expediciones geográficas a la Patagonia, el Estrecho de Magallanes y Tierra del Fuego realizadas por el explorador argentino Francisco Pascasio Moreno y el perito chileno Diego Barros Arana entre 1873 y 1879, la Argentina firma en 1881 el Tratado de límites con Chile. En 1896, por problemas con la demarcación, debió someterse la decisión a un laudo arbitral de Gran Bretaña. En esa ocasión, Moreno fue designado perito en representación del gobierno argentino. En un gesto de fraternidad, el 15 de febrero de 1899 se encontraron en el Estrecho de Magallanes, el presidente argentino Julio Argentino Roca y el presidente chileno Federico Errázuriz Echaurren, en lo que se conoció como el “Abrazo del Estrecho”. Finalmente, el laudo arbitral británico fue ratificado por el Tratado general de arbitraje de 1902 firmado en Santiago de Chile por el canciller interino José A. Terry, que fue criticado en el frente interno debido a las concesiones que el país le hacía a Chile y debido a que sometía a perpetuidad la resolución de conflictos entre los dos países a la Corona británica.

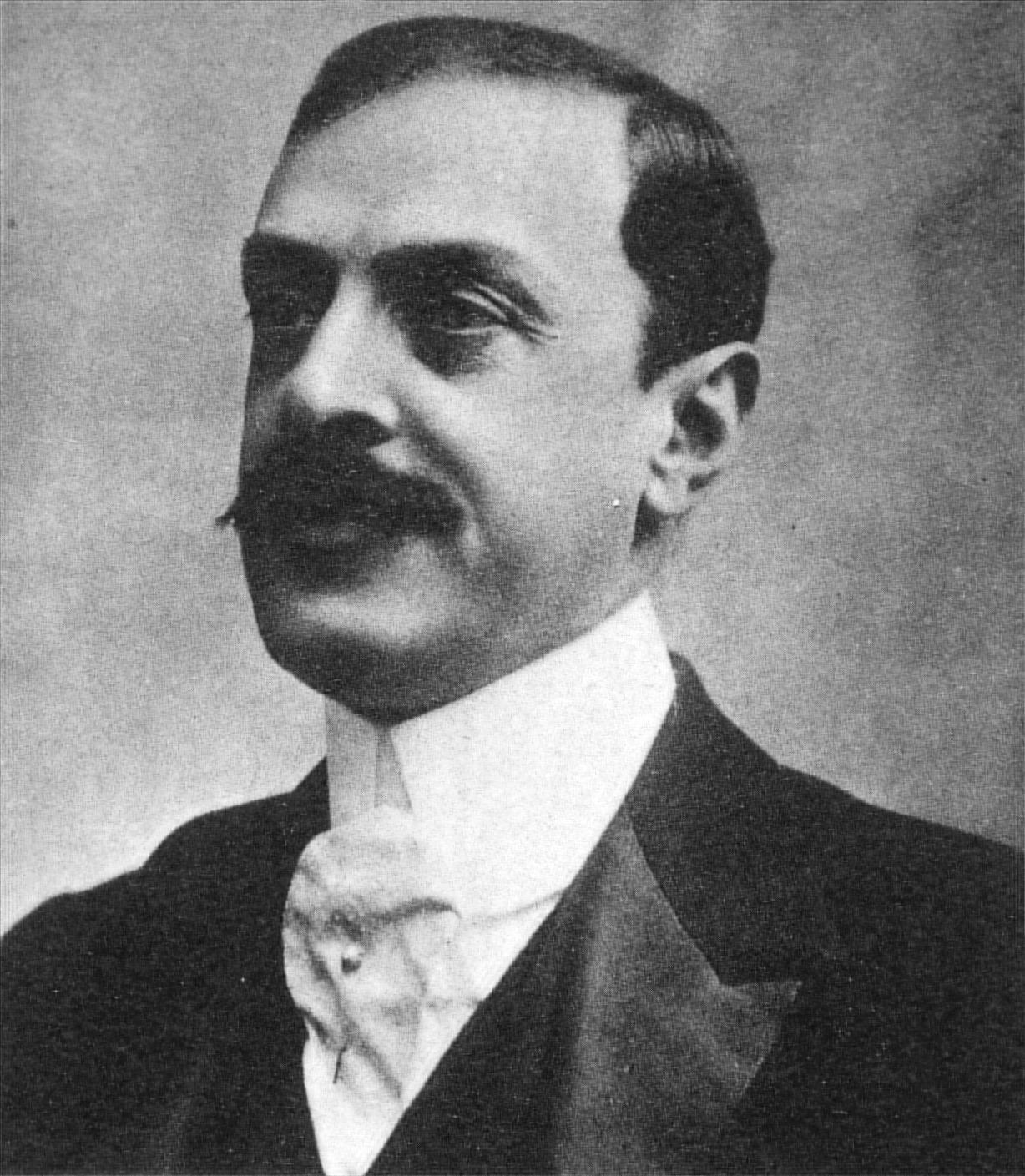
Canciller argentino Luis María Drago, que defendió a Venezuela de la agresión que los europeos realizaron con la anuencia de EE. UU. en 1902.

En 1895 se fijaron los límites con Brasil en la zona de Misiones, por el Laudo del presidente estadounidense Grover Cleveland.
En 1902, el canciller del segundo gobierno de Julio Argentino Roca, el Dr. Luis María Drago, tuvo una destacada actuación defendiendo la soberanía latinoamericana frente al bloqueo marítimo contra Venezuela ejercido por Gran Bretaña, Alemania e Italia como castigo por las deudas que Venezuela tenía con esos países, y que el presidente Cipriano Castro se negaba a pagar. En esa oportunidad, los Estados Unidos se negaron a ejecutar la Doctrina Monroe, que supuestamente los obligaba rechazar toda intervención europea en el continente americano, y adujeron que EE. UU. no apoyaría a un estado americano que sufriese ataques bélicos como respuesta a la negativa de pagar sus deudas, sino sólo cuando dicho país sufriese ataques de potencias europeas motivados por la intención de recuperar territorios americanos y colonizarlos. El canciller argentino enunció entonces como protesta la Doctrina Drago, según la cual ningún Estado extranjero puede utilizar la fuerza contra una nación americana con la finalidad de cobrar una deuda financiera.
En 1910, durante el Centenario, se realizaron fastuosas celebraciones en las que participaron emisarios de todas las potencias europeas, y varias colectividades extranjeras radicadas en el país realizaron monumentos y obsequios en conmemoración de esa fecha.

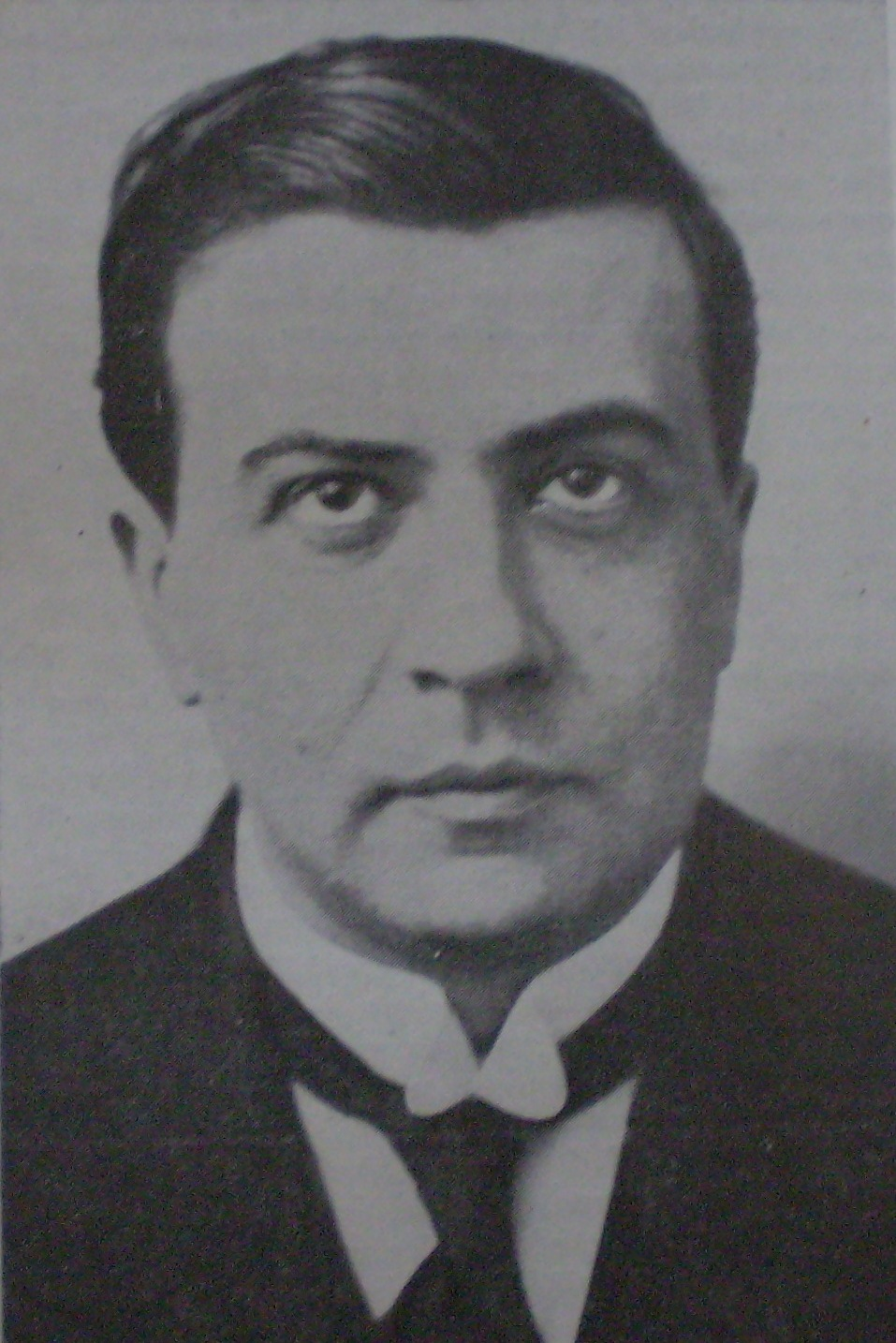
Canciller José Luis Murature, ideólogo del Pacto ABC y defensor de la neutralidad argentina ante el estallido de la guerra europea.

También en 1910 se realizó en Buenos Aires la IV Conferencia Panamericana, auspiciada por EE. UU., y en la cual se creó la Unión Panamericana.
Durante la cancillería de José Luis Murature, fue destacable la participación de la Argentina como mediadora, junto a Brasil y Chile, para evitar la guerra entre EE. UU. y México en 1914. En 1915, aprovechando la solución definitiva de casi todos los conflictos con los países vecinos, especialmente con Brasil y Chile, Murature fue el gestor de un ‘‘Pacto de No Agresión, Consulta y Arbitraje’’ entre los tres países, más conocido como Pacto ABC, por las iniciales de los países firmantes. Las intenciones que lo guiaban eran sostener las relaciones pacíficas en un momento crítico de las relaciones mundiales y debilitar las presiones que sobre los tres países (y sobre el resto de América Latina) iba ejerciendo crecientemente la diplomacia de Estados Unidos. El tratado no fue ratificado en Brasil, y en la Argentina sólo lo ratificó el Senado, aunque los tres países mantuvieron desde entonces rondas periódicas de consultas mutuas.
Apenas comenzada la Primera Guerra Mundial, y pese a las presiones exteriores, el presidente Victorino De la Plaza procuró mantener la neutralidad de Argentina ante el estallido de la Primera Guerra Mundial, sentando así las bases de lo que sería la política exterior Argentina frente a las dos guerras mundiales que sacudieron la primera mitad del siglo XX.De la Plaza, presidente en funciones desde octubre de 1913 tras la licencia por cuestiones de salud del anterior presidente Roque Sáenz Peña, se apresuró a declarar la neutralidad por decreto el 5 de agosto de 1914 y afirmó querer comerciar con ambos bandos. La razón de que Argentina se mantuvo neutral se puede deber a varias razones, entre ellas: la distribución geográfica prebélica de las exportaciones, el alejamiento del escenario de guerra y el peligro que una intervención de Argentina podría tener para el comercio con Europa (específicamente con Gran Bretaña que era un país que le compraba muchos recursos a Argentina), ya que por esos años Argentina utilizaba el modelo agroexportador, y dependía totalmente de que le compren sus productos. 
En Europa, luego de que el Imperio Alemán haya conquistado Bélgica hubo ejecuciones sumarias de diplomáticos argentinos. Uno de ellos fue Rémy Himmer, vicecónsul de Argentina, que fue víctima de la masacre de Dinant en agosto de 1914, junto a 150 belgas. Los soldados alemanes entraron al consulado argentino en Bélgica, destruyendo documentación del edificio y hasta la bandera argentina. Cuando llegaron las noticias a Argentina, el Ministerio de Relaciones Exteriores descartó una protesta formal.
En aquel momento cerca del 30 % de los casi 8 millones de personas que formaban la población argentina eran inmigrantes, en su mayoría: Italianos, españoles y alemanes. En el caso de la Ciudad de Buenos Aires llegaba al 60 % y en Rosario al 47 % muchos de esos inmigrantes llevaron sus pensamientos ideológicos a la Argentina como el socialismo o el fascismo.
Los inmigrantes italianos de Buenos Aires manifestaron su apoyo al Reino de Italia cuando este país entró en guerra con los Aliados en 1915. Muchos Uruguayos apoyaron a Francia y Uruguay decretó el 14 de julio fiesta nacional.
En noviembre de 1915 se produjo un serio incidente con Gran Bretaña por la captura del barco Presidente Mitre de bandera argentina por parte de buques de ese país. La excusa para ese acto era que los propietarios de la embarcación eran de nacionalidad alemana, a pesar de que estaba radicado en Argentina y navegaba con su bandera. El ministro de Relaciones Exteriores, José Luis Murature, expresó una fuerte protesta al gobierno británico, que fue respondida de manera favorable por el gobierno de ese país el día 21 de diciembre, a cambio de que Argentina no hiciera ulteriores reclamaciones. En la respuesta, Gran Bretaña anunciaba que se reservaba el derecho de volver a capturar cualquier buque argentino en similares circunstancias. El diputado Estanislao Zeballos consideró humillante la respuesta británica y solicitó la renuncia de Murature.

## Los primeros gobiernos radicales (1916-1930)
Luego de que asumiera Hipólito Yrigoyen el 12 de octubre de 1916 siguió con la posición de La Plaza, lo que fue causa de muchas discusiones (incluso dentro del Radicalismo) por los eventos que ocurrirían en su presidencia. Yrigoyen intento convencer a los demás países de América Latina de no romper relaciones con las potencias europeas. Por ello, convocó una conferencia de naciones realizada en 1917 para que se pronunciaran en nombre de la neutralidad, pero la oposición estadounidense debido al hundimiento del RMS Lusitania, más encima que Brasil ya había roto relaciones con Berlín, hicieron que la conferencia no tuviera mucho éxito, solo logró que México y Colombia se posicionasen a favor de la neutralidad.
Argentina tuvo una actuación completamente opuesta a la de Brasil. Hostil a la hegemonía creciente de los Estados Unidos desde el fin del siglo XIX reforzó su posición neutral. Sin embargo, la presión de los Aliados era fuerte. Argentina tuvo que firmar en 1918 con Francia y el Reino Unido un acuerdo comercial que preveía la exportación de trigo.
En 1917, un grupo de manifestantes asaltaron y destrozaron el Club Alemán, la Delegación Alemana y la Compañía Alemana Transatlántica de Electricidad. Estos hechos, sumados a la noticia de que el ministro alemán en Buenos Aires, Karl von Luxburg, había mandado telegramas secretos en que recomendaba hundir barcos argentinos «sin dejar rastros» y en los cuales incluía frases insultantes hacia el canciller Honorio Pueyrredón, hicieron que la opinión pública, al igual que muchos dirigentes radicales, presionaran a Yrigoyen para romper relaciones diplomáticas con Alemania. Pero el presidente sostuvo la neutralidad. Cuando submarinos alemanes hundieron el carguero Toro, cerca de Gibraltar, y el mercante Monte Protegido, los diputados socialistas votaron en el Congreso para que la Argentina entrase en guerra, pero Yrigoyen se mantuvo inflexible.
Frente al Tratado de Versalles y la creación de la Sociedad de Naciones, la posición argentina fue sostener la separación entre ambos actos: el Tratado era una cuestión que debía limitarse a los países que habían luchado, mientras que la Liga de las Naciones, por el contrario, debía ser una asociación igualitaria y voluntaria de todas las naciones del mundo. Además, Yrigoyen comisionó a los representantes argentinos ante la Sociedad de las Naciones para que solicitaran que tanto naciones vencedoras como vencidas fueran tratadas con equidad a pesar de la oposición de algunos miembros de la liga, como Marcelo T. de Alvear y Fernando Pérez. El rechazo de la posición argentina, fundamentalmente impulsado por las naciones imperiales europeas, en una época en que los pueblos de África y Asia aún continuaban sujetos al colonialismo europeo, llevó al retiro de la delegación argentina de la Sociedad.
El sucesor de Yrigoyen, Marcelo T. de Alvear, intentó reincorporar al país a la Sociedad de las Naciones durante la VI Conferencia Panamericana acontecida en La Habana, pero no se llegó a aprobar en el Congreso el Pacto Constitutivo. Logró mediar ante un posible conflicto entre Paraguay y Bolivia, gracias a una reunión de delegados de ambas naciones llevada a cabo en Buenos Aires el 29 de septiembre de 1927. El 31 de agosto de 1928, el gobierno anunció que no reanudaría relaciones diplomáticas con Rusia, bajo el régimen de la Unión Soviética.
Alvear decidió a partir de 1922 rechazar la correspondencia postal telefónica y telegráfica desde y hacia las islas Malvinas con el fin de añadir presión concreta al reclamo diplomático sobre el archipiélago que estaba siendo ocupado por los ingleses. El gobierno de las islas intentó paliar la acción argentina mediante la contratación de vapores montevideanos, y la protesta británica no tardó en llegar. Buenos Aires respondió alegando que la medida no era oficial, sino que se trataba de iniciativas a título personal de los funcionarios. En todo caso, para marzo de 1928 se volvieron a restablecer plenamente las comunicaciones con las islas, después de haberse hecho la aclaración de que la reanudación del servicio de ninguna manera implicaba renunciar al derecho argentino de reclamarlas.
Así, y sin que se hiciera ninguna concesión con la reanudación de esas comunicaciones, Alvear prosiguió con su reclamo ante la Unión Postal Universal sobre las Islas Malvinas, las Orcadas del Sur y las Georgias del Sur como parte integral del territorio de la República:

(...) cumple a esta Cancillería manifestar que si bien es exacto que desde 1833 esas islas han estado bajo ocupación británica, no lo es menos que desde esa fecha y en diversas oportunidades el Gobierno Argentino ha protestado por dicha ocupación y por el acto originario que la determinó.

## La Década del '30
Fue en 1933 el presidente Agustín Pedro Justo, quien dispuso la reincorporación de la Argentina a la Sociedad de Naciones. El canciller Carlos Saavedra Lamas propuso y logró un Tratado antibélico de no-agresión y conciliación, con el que intentaba detener la escalada bélica que se notaba en Europa.
Frente a la Guerra del Chaco entre Bolivia y Paraguay, el gobierno de Justo a través de su canciller Carlos Saavedra Lamas, intentó movilizar a los gobiernos de la región en contra de la doctrina Monroe, promovida por el gobierno de los Estados Unidos. Sus iniciativas llevaron en 1933 a la firma del llamado Pacto antibélico Saavedra Lamas. Luego de arduas y complejas tratativas, el 7 de junio Bolivia y Paraguay suscribieron finalmente dos protocolos dando fin a la guerra, para terminar firmando en 1938 el Tratado de Paz, Amistad y Límites. Por sus gestiones en el conflicto, Saavedra Lamas recibió el Premio Nobel de la Paz en 1936.
Ya desde antes del comienzo de la Segunda Guerra Mundial había en la Argentina enormes discusiones acerca de la posición que debía tomar el gobierno.Agustín P. Justo simpatizaba con el Reino Unido, a pesar de tener influyentes ministros germanófilos, a fin de atenuar probables ataques de naves alemanas a buques argentinos que transportaban alimentos a Inglaterra. Al estallar la guerra, en 1939, Roberto Marcelino Ortiz era el presidente de Argentina. Ortiz había sido abogado de los ferrocarriles ingleses y su candidatura fue elegida en la Cámara de Comercio Argentino-Británica en Buenos Aires, pero solicitó licencia por enfermedad en julio de 1940 y no volvió a asumir, renunciando en 1942. En ese momento el Ejército Argentino era altamente germanófilo, influencia que había crecido desde fines del siglo XIX y precedía a ambas guerras mundiales. No implicó un rechazo a la democracia sino más bien una admiración por la historia militar alemana, que combinada con un intenso nacionalismo argentino influyó en la postura tomada por el ejército hacia la guerra: mantener la neutralidad. Los argumentos a favor iban desde la tradición militar argentina (ya que el país había sido neutral durante la Primera Guerra Mundial y la guerra del Pacífico), hasta la anglofobia y el rechazo a los intentos extranjeros de coaccionar a Argentina para que se uniera a una guerra percibida como un conflicto entre países extranjeros sin intereses argentinos en juego. Solo un puñado de líderes militares eran partidarios de Adolf Hitler. Las reacciones y posturas hacia la guerra se hicieron más complejas a medida que se desarrollaba el conflicto. Los principales partidos políticos, periódicos e intelectuales apoyaron a los aliados, pero el presidente Ramón Castillo mantuvo la neutralidad.
Existen varias interpretaciones sobre los motivos de Castillo para mantenerse neutral. Una de esas perspectivas se centra en la tradición argentina de neutralidad. Otros lo veían como un nacionalista que, por haber nacido en la provincia de Catamarca, no estaba influido por la estructura de poder porteña y podía, con el respaldo del ejército, desafiar la presión para unirse a los Aliados. Una interpretación similar considera en cambio que Castillo simplemente no tenía poder para ir en contra de los deseos del ejército, y si declaraba la guerra sería depuesto en un golpe militar. Una tercera interpretación considera que sólo Estados Unidos buscaban que Argentina declarase la guerra, en tanto que el Reino Unido se beneficiaba con la neutralidad argentina dado que el país suministraba grandes cantidades de ganado. Esta interpretación, sin embargo, no explica las constantes peticiones para declarar guerra por parte de las facciones anglófilas. Lo más probable es que fuera una combinación de los deseos de la diplomacia británica y el ejército argentino, que prevaleció sobre las facciones a favor de la guerra.
Uno de los principales dirigentes pro eje fue el ministro de relaciones exteriores, Enrique Ruiz Guiñazú, quien desde su puesto mantuvo fuertes contactos con el cónsul argentino en Berlín, Jorge Amuchástegui, durante el ascenso de Adolf Hitler, quien a su vez causó controversia por negar e incluso revocar el pasaporte a ciudadanos judeoargentinos.
La situación cambió drásticamente después del ataque japonés a Pearl Harbor el 7 de diciembre de 1941 y la posterior declaración de guerra de Washington D. C. a Japón. Estados Unidos quería que todos los países latinoamericanos se unieran a los Aliados para generar una resistencia en todo el continente. La negativa argentina a cumplir motivó un embargo y bloqueo contra Argentina. Castillo, sin embargo, declaró el estado de emergencia después del ataque a Pearl Harbor. El mandato de Castillo debía terminar en 1944. Inicialmente, se dispuso que Agustín Pedro Justo se postulara para presidente por segunda vez, pero luego de su inesperada muerte en 1943 Castillo se vio obligado a buscar otro candidato para proponer, finalmente decidiéndose por Robustiano Patrón Costas. Debido a sus declaraciones débiles de apoyo a Gran Bretaña y sus vínculos con facciones pro-aliadas se puede sugerir que si se hubiera convertido en presidente habría declarado la guerra. Esto motivó una reacción en el Ejército.
Un golpe militar depuso a Castillo el 4 de junio de 1943. La naturaleza del golpe fue confusa durante sus primeros días: los funcionarios de la embajada alemana quemaron su documentación por temor a un golpe pro-Aliado, mientras que la embajada de Estados Unidos lo consideró un golpe pro-Eje.
Rawson se reunió con un delegado de la embajada británica el 5 de junio y le prometió que rompería relaciones con las potencias del Eje y declararía la guerra en 72 horas. Sin embargo, se produjo un nuevo golpe, sustituyendo a Rawson por Pedro Pablo Ramírez. Ramírez designó como Ministro de Relaciones Exteriores al contraalmirante Segundo Storni, un nacionalista moderado aliadófilo, partidario de la entrada de Argentina en la guerra. El gobierno mantuvo discusiones diplomáticas con Estados Unidos, en las que Argentina solicitó aviones, combustible, buques y tecnología militar. Argentina no declaró la guerra, aunque se mantenía cercana a los Aliados enviándoles alimentos, ya que las potencias del Eje no habían tomado acción contra el país que justificase una declaración de guerra.
En ese respecto, el 5 de agosto de 1943 fue enviada una carta personal al Secretario de Estado estadounidense, Cordell Hull, anticipándole que era intención de Argentina romper relaciones con las potencias del Eje, pero también le solicitaba paciencia para ir creando un clima de ruptura en el país, a la vez que solicitaba un gesto por parte de los Estados Unidos en materia de suministro de armamentos, a fin de aislar a los «neutralistas».
Finalmente, Edelmiro Julián Farrell asumió la presidencia el 24 de febrero. El 26 de enero de 1944, el gobierno argentino rompía las relaciones diplomáticas con Alemania y Japón, emitiéndose un comunicado que rezaba: «Declárase el estado de guerra entre la República Argentina y el Imperio del Japón», y que en el artículo 3 le declaraba la guerra a Alemania. El 20 de marzo, el encargado de negocios británico Alfred Noble se reunió con Farrell para subrayar la necesidad de dar aquel paso. Pero existía oposición dentro del Ejército y la opinión pública se encontraba dividida en torno a declarar la guerra o no. Sin embargo, el presidente tomó medidas tendientes a mejorar su imagen: cese total del intercambio comercial con los países del Eje, cierre de publicaciones pronazis, intervención de empresas alemanas y arresto de un número importante de espías nazis o sospechosos de serlo.
El 27 de marzo, al mismo tiempo que la mayor parte de los países latinoamericanos, Argentina le declaró la guerra a Alemania y Japón y una semana después firmó el Acta de Chapultepec, quedando habilitada a participar en la Conferencia de San Francisco que fundó las Naciones Unidas el 26 de junio de 1945, integrando el grupo de los 51 países fundadores.

## Primer ciclo peronista (1946-1955)
Juan Domingo Perón asumió la presidencia en 1946, a pocos meses de finalizar la Segunda Guerra Mundial que encumbró a Estados Unidos como máxima potencia mundial. Entre las causas del enfrentamiento de Estados Unidos con la Argentina durante el gobierno de la Revolución de 1943 se encuentran la histórica prioridad que Argentina daba a las relaciones con Gran Bretaña, la tradicional política de neutralidad que Argentina mantuvo casi toda la Segunda Guerra Mundial y las economías competitivas de ambos países, a las que se agregaron la política nacionalista y la fuerte incidencia sindical que había sido propiciada por el mismo Perón desde la Secretaría de Trabajo y Previsión. No obstante ello, en los primeros pasos de su gobierno, Perón intentó un acercamiento a los Estados Unidos. Casi inmediatamente después de asumida la presidencia por Perón, envió al Congreso para su ratificación el Acta de Chapultepec y el tratado de creación de la Organización de las Naciones Unidas, suscriptos durante la presidencia de Farrell. La Cámara de Senadores Senado aprobó la ratificación por unanimidad, pero en la Cámara de Diputados la oposición radical propuso rechazar ambos tratados, absteniéndose en la votación al igual que siete diputados del oficialismo, siendo fuertemente criticada por Ernesto Sanmartino, Luis Dellepiane y Arturo Frondizi. En esa ocasión, Perón declaró:
“La Argentina es una parte del continente americano e, inevitablemente, se agrupará junto a Estados Unidos y las demás naciones americanas en todo conflicto futuro”.
Como consecuencia de estas muestras del gobierno argentino de cumplimiento de los compromisos interamericanos, los Estados Unidos, en julio de 1946, liberaron el oro y los fondos argentinos del Banco Nación y del Banco Provincia bloqueados desde 1944. Además, la convocatoria a la Argentina para participar de la Conferencia de Río de Janeiro celebrada en 1947 fue acompañada por un cambio de actores diplomáticos relacionados con la política exterior estadounidense hacia nuestro país. Truman anunció la renuncia de Braden, el embajador que históricamente se había enfrentado a Perón.
Al mismo tiempo, se establecieron oficialmente las relaciones diplomáticas, consulares y comerciales entre Argentina y la Unión Soviética que habían sido interrumpidas por más de treinta años desde la Revolución Rusa de 1917, y a continuación inició tratativas comerciales y cerró acuerdos comerciales con Rumania, Bulgaria, Polonia, Checoslovaquia y Hungría. 
El primer ministro de Relaciones Exteriores que designó Perón fue el abogado sindical de formación socialista Juan Atilio Bramuglia, uno de los fundadores del peronismo.En ese contexto se desarrolló la tercera posición justicialista, una postura filosófica, política e internacional que tomaba distancia tanto del mundo capitalista como del mundo comunista. El propio Perón esbozó por primera vez el contenido de la tercera posición justicialista en un Mensaje a Todos los Pueblos del Mundo pronunciado el 16 de julio de 1947, cuando a la Argentina le tocó presidir el Consejo de Seguridad durante la primera crisis de la Guerra Fría (Bloqueo de Berlín). El mensaje de Perón fue transmitido por más de mil radioemisoras todo el mundo, incluida la BBC de Londres:

La labor para lograr la paz internacional debe realizarse sobre la base del abandono de ideologías antagónicas y la creación de una conciencia mundial de que el hombre está sobre los sistemas y las ideologías, no siendo por ello aceptable que se destruya la humanidad en holocausto de hegemonías de derecha o de izquierda.
Juan Domingo Perón

Más adelante en el Mensaje de apertura de sesiones del Congreso Nacional pronunciado el 1 de mayo de 1952 ampliaría el concepto:

Hasta que proclamamos nuestra doctrina, frente a nosotros se levantaba triunfante el individualismo capitalista y el colectivismo comunista alargando la sombra de sus alas imperiales por todos los caminos de la humanidad. Ninguno de ellos había realizado ni podía realizar la felicidad del hombre. Por un lado, el individualismo capitalista sometía a los hombres, a los pueblos y a las naciones a la voluntad omnipotente, fría y egoísta del dinero. Por el otro lado el colectivismo, detrás de una cortina de silencio, sometía a los hombres, a los pueblos y a las naciones al poder
aplastante y totalitario del Estado... Nuestro propio pueblo había sido sometido durante varios años por las fuerzas del capitalismo entronizado en el gobierno de la oligarquía y había sido esquilmado por el capitalismo internacional... El dilema que se nos presentaba era terminante y al parecer definitivo: o seguíamos bajo la sombra del individualismo occidental o avanzábamos por el nuevo camino colectivista. Pero ninguna de las dos soluciones había de llevarnos a la conquista de la felicidad que nuestro pueblo merecía. Por eso decidimos crear las nuevas bases de una tercera posición que nos permitiese ofrecer a nuestro pueblo otro camino que no lo condujese a la explotación y a la miseria... Así nació el Justicialismo bajo la suprema aspiración de un alto ideal. El Justicialismo creado por nosotros y para nuestros hijos, como una tercera posición ideológica tendiente a liberarnos del capitalismo sin caer en las garras opresoras del colectivismo.
Juan Domingo Perón, 1 de mayo de 1952

La tercera posición argentina fue llevada adelante por Bramuglia primero y los cancilleres posteriores, pero siempre con un sentido pragmático, que evitaba confrontar con Estados Unidos.
No obstante ello, el concepto era seguido con desconfianza en Washington. Un memorándum del Departamento de Estado de los Estados Unidos del 21 de marzo de 1950 dice:

...el presidente Perón nos ha asegurado que la "tercera posición" es una política de tiempos de paz y un "recurso político" que no tendrá efecto alguno si los Estados Unidos y la Unión Soviética entrasen en guerra, en cuyo caso la Argentina declararía la guerra inmediatamente del lado de los Estados Unidos. Cualesquiera sean las intenciones de Perón, los propagandistas argentinos de la "tercera posición" han dañado las relaciones norteamericano-argentinas y en medida menor han sido causa de embarazo para los Estados Unidos en sus relaciones con otras repúblicas americanas. En la Argentina y en el extranjero, han vilipendiado a Moscú y su influencia internacional, pero con igual y quizás mayor severidad han atacado al "imperialismo yanqui" y a "Wall Street" por diversas y supuestas actividades en el hemisferio occidental. Es nuestra política contrarrestar esta propaganda siempre que sea posible. A través de canales diplomáticos le señalamos a Perón y sus representantes que si el Gobierno argentino es sincero en su deseo profeso de colaborar con los Estados Unidos contra el comunismo, debe abstenerse de debilitar la causa de la democracia mediante ataques a los Estados Unidos.

Otra polémica fue el ingreso a la Argentina y otros países sudamericanos, de numerosos nazis prófugos durante y después de la Segunda Guerra Mundial, entre ellos, Adolf Eichmann, Josef Mengele, Erich Priebke, Dinko Šakić, Josef Schwammberger, Gerhard Bohne, Walter Kutschmann, Ante Pavelić.

## Revolución Libertadora (1955-1958)
Durante la dictadura de Pedro Eugenio Aramburu la Argentina ingresó al Fondo Monetario Internacional el 19 de abril de 1956, y se ratificó el tratado de Bretton Woods. También se firmaron tratados militares con Estados Unidos, incluyendo la presencia de una misión permanente en el Ministerio de Defensa y la realización de maniobras conjuntas en el Atlántico Sur.[cita requerida] En 1956, se produjo un hecho considerado bochornoso para la diplomacia argentina, en la madrugada del jueves 14 una veintena de hombres fuertemente armados comandados por el general Domingo Quaranta, jefe del Servicio de Informaciones del Estado (SIDE) penetra violentamente en la sede diplomática, sacando por la fuerza a siete asilados políticos. Estos son obligados a ubicarse a lo largo de la verja exterior de la embajada. El grupo asaltante se posiciona frente a ellos preparando sus armascon la intención es fusilarlos allí mismo. Pero se presenta Therese Brierre, esposa del embajador.El general Quaranta, mano derecha del dictador Pedro Eugenio Aramburu la aparta bruscamente “-callate negra hija de puta”. Ante el escándalo un grupo de vecinos se acerca. La señora Brierre por vía telefónica denuncia inmediatamente el hecho a las agencias internacionales de noticias y se comunica con el Ministerio de Asuntos Exteriores haitiano solicitando su intervención, logrando salvar a los asilados que iban a ser fusilados.
El 25 de febrero agentes de inteligencia del régimen militar autodenominado gobierno militar argentino presidido por Pedro Eugenio Aramburu colocan un artefacto explosivo en el automóvil asignado a Juan Domingo Perón que intentan explorar en la esquina de Venus, en Caracas, Venezuela. El Ministerio de Relaciones Exteriores de Venezuela declaró persona no grata al embajador argentino Toranzo Montero, responsable del atentado. El comunicado emitido por el Ministerio explicaba que lo efectuaba por “existir fundados indicios de que en la sede de la Representación Diplomática de la República Argentina se ha venido fraguando sucesivos atentados contra la vida de refugiados políticos que en nuestro país, se acogen al derecho de asilo territorial”. A los pocos días agentes argentinos perpetran un nuevo atentado en Caracas que terminó con la muerte de cinco venezolanos en las inmediaciones de la Facultad de Derecho de la Universidad Central de Venezuela. Pérez Jiménez acusó la injerencia extranjera y rompió relaciones con Argentina. 
En Panamá un comando llega al Hotel Washington con el objetivo de matar a Perón. La guardia nacional pone hombres para custodiar a Perón. La guardia nacional panameña descubre intentos para asesinar a Perón en los últimos dos meses de 1955, pero fueron frustrados y deportados los mercenarios, lo que originó una grave crisis diplomática con Argentina.

## Gobierno de Arturo Frondizi (1958-1962)

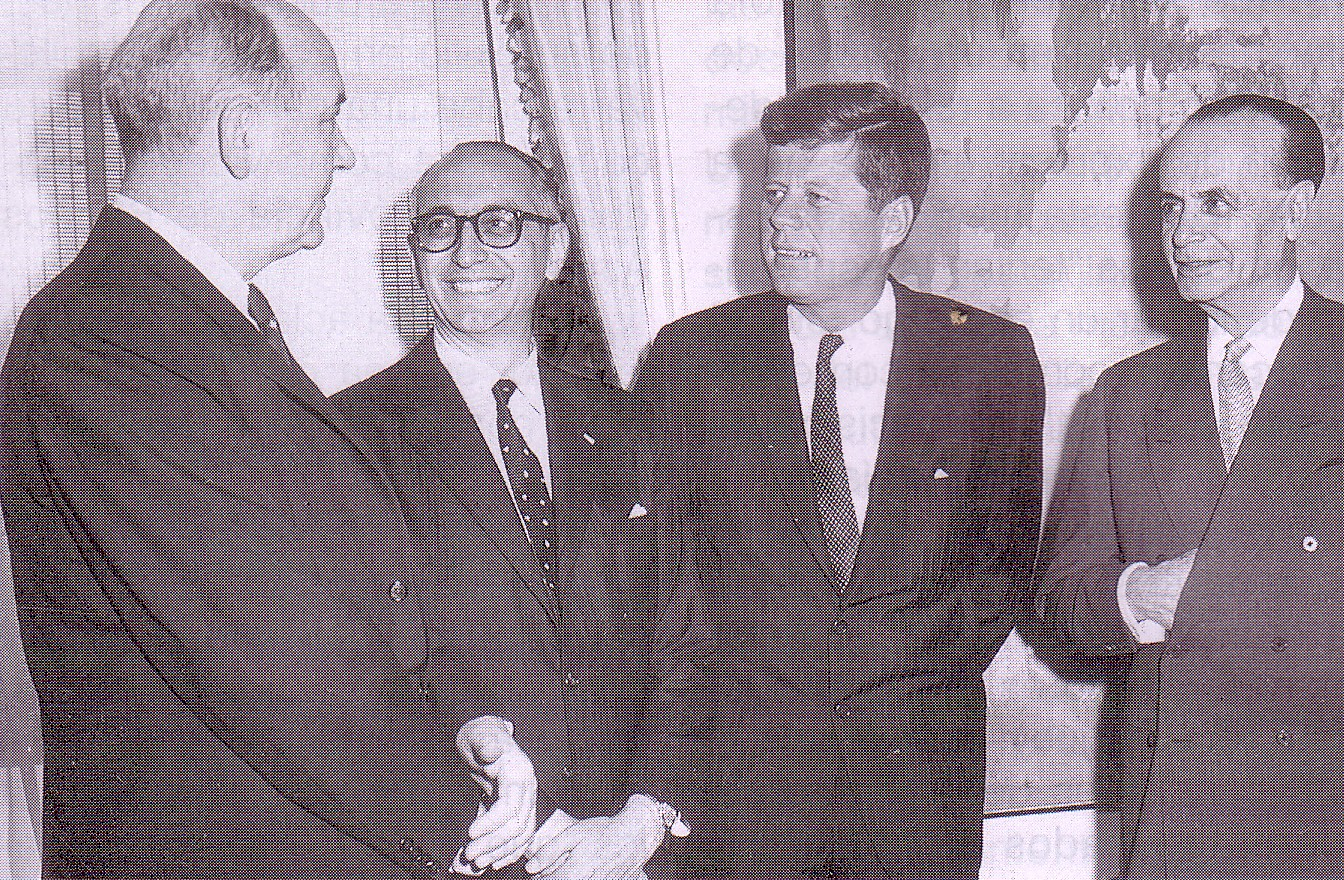
Frondizi junto a Kennedy, en Estados Unidos 1961.

Arturo Frondizi fue un neto exponente de la corriente desarrollista y, al igual que otros destacados presidentes latinoamericanos de su tiempo, como el venezolano Rómulo Betancourt y el brasilero Jânio Quadros, adhirió a la Alianza para el Progreso ideada por el presidente de EE. UU., John Fitzgerald Kennedy y presentada en la Conferencia de la OEA reunida en Punta del Este en enero de 1961.
Mantuvo una política de buenas relaciones con los países del mundo. Durante el año 1958 realizó varios viajes alrededor del mundo. En abril de 1959 visitó las capitales de Uruguay, Brasil, Chile y Perú. En 1961 se entrevistó con el presidente brasilero Jânio Quadros en Uruguayana, con la intención de coordinar política común y proyectos económicos conjuntos. Se firmaron varios acuerdos fronterizos con Brasil. Pero algunos militares reaccionaron mal, debido a que Quadros se había entrevistado con el Che Guevara.
Frondizi profundizó la apertura a la inversión de capitales extranjeros para la extracción de petróleo y se firmaron contratos con empresas petroleras estadounidenses que se radicaron en el país para explotar petróleo. Como consecuencia, la producción petrolífera argentina se triplicó: entre 1958 y 1962 se perforaron más pozos que en los veinticinco años anteriores. En total, durante los cuatro años de gobierno se perforaron cuatro mil pozos, y para 1962 ya se exportaban 530 millones de metros cúbicos de fueloil. El metro cúbico de petróleo pasó a costar seis dólares, cuando antes costaba veinte dólares.
Con todos los avances en YPF, compras de maquinarias, construcción de oleoductos y otras infraestructuras, YPF logró llegar a duplicar su producción, superando las 10.4 millones de toneladas de petróleo. Pero aún faltaba mucho para alcanzar la demanda total, y aquí es donde los contratos jugaron su papel, alcanzando los 15.6 millones de metros cúbicos, muy cerca de la demanda total del país; la proporción de los pagos al exterior por importación de petróleo bajó del 22 % al 3 %, y se pudo dar una solución a la crisis energética que había hacia 1958, acabando con la «dieta eléctrica» y los apagones..
En febrero de 1960 visitó el país el presidente de Estados Unidos, Dwight Eisenhower. Ambos estados emitieron la «Declaración de Bariloche» (un tratado sobre la protección de los parques nacionales), con la intención de promover un mejor nivel de vida para los países americanos.

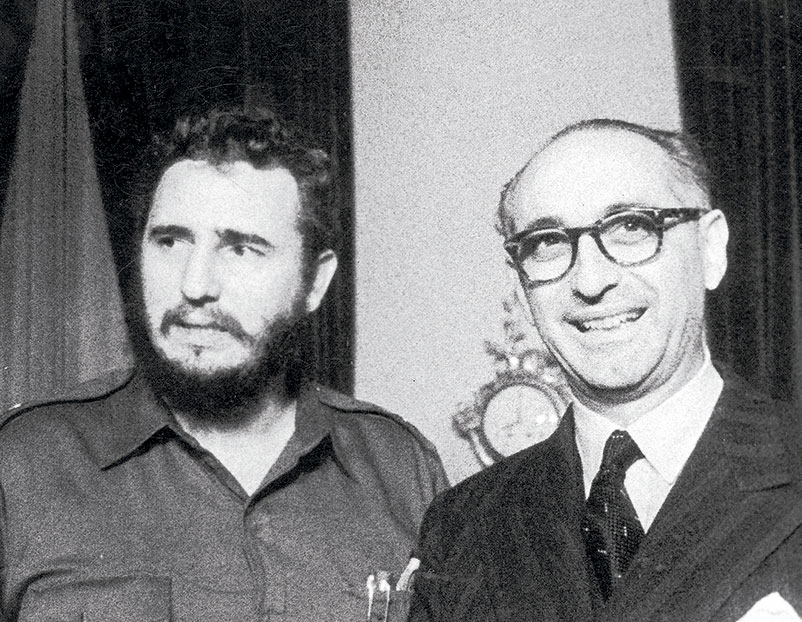
El primer ministro cubano Fidel Castro junto al presidente Arturo Frondizi en Buenos Aires, 1959.

En línea con las posiciones tradicionales de la cancillería argentina, Frondizi intentó impulsar una política exterior basada en la "no intervención" y la autodeterminación de los pueblos. En la Conferencia de Punta del Este de 1961 el canciller argentino Miguel Ángel Cárcano se opuso a la exclusión de Cuba del sistema interamericano. Tras la conferencia, Frondizi recibió al representante cubano, el argentino Che Guevara, en la residencia de Olivos. Se ha argumentado que esta entrevista fue un factor que contribuyó a su derrocamiento por un golpe militar, aunque en verdad el factor determinante fue su decisión de permitir que el peronismo se presentase libremente en las elecciones provinciales de 1962, haciendo que el descontento militar llegara al límite.
En 1961, Frondizi viajó a Estados Unidos para lograr un compromiso de ayuda para el desarrollo de Latinoamérica. Por primera vez en la historia, un presidente de Argentina visitaba dicho país. Con el mismo objetivo colaboró en la firma del Tratado de Montevideo que creó la ALALC (Asociación Latinoamericana de Libre Comercio). En medio de la Crisis de los misiles, intentó acercarse como mediador entre ambos países, pero por presiones militares se vio forzado a romper relaciones con La Habana.
Ese mismo año se suscribió el Tratado de Límites del Río Uruguay, por el cual se resolvió la disputa limítrofe que mantenían ambos países respecto a las aguas e islas del río de la Plata. En el mismo se conciliaron las posiciones pretendidas por ambas repúblicas: que el límite corra por el thalweg o vaguada del río (postura preferida por Argentina) o por la línea media (postura preferida por Uruguay), llegándose a una solución de carácter mixto, mediante el cual se contemplaron las características del cuerpo acuático y a la vez que el mismo lograse satisfacer las máximas aspiraciones posibles de los dos estados nacionales fronterizos. Así, de los 3 tramos inferiores (aguas debajo de Salto Grande) el tratado repartió 56 islas e islotes a Argentina y 50 a Uruguay. En todos los tramos se asignaron 86 islas a Uruguay y 58 a Argentina. En la campaña de identificación de islas realizada en 1969 se asignaron 2 islas más a Uruguay. El tratado de límites fue firmado el 7 de abril de 1961 en la ciudad de Montevideo por los representantes de ambos países del Plata: el doctor Diógenes Taboada, ministro de Relaciones Exteriores y Culto de la Argentina, y el teniente de navío Homero Martínez Montero ministro de Relaciones Exteriores de Uruguay. Por este instrumento se definió el límite internacional argentino-uruguayo sobre las aguas del río Uruguay, el cual representa cerca del 30 % de la longitud de dicho río, un importante curso fluvial de 1800 km de largo, que posee una cuenca hidrográfica de 339 000 km², compartida además con Brasil.   
Profundizó relaciones con los países asiáticos y No Alineados, recibiendo al presidente de Indonesia, Sukarno y a la canciller israelí Golda Meir, y entrevistándose en la India con el primer ministro Jawaharlal Nehru. Otra visita importante fue la del presidente italiano Giovanni Gronchi en 1961.

## Gobierno de Arturo Umberto Illia (1963-1966)

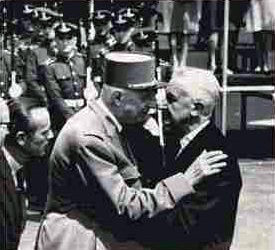
Illia recibiendo al presidente francés Charles de Gaulle, en octubre de 1964.

Durante el gobierno de Illia se dictó el decreto 744, declaraba «nulos de nulidad absoluta, por vicios de ilegitimidad y ser dañosos a los derechos e intereses de la Nación» a los contratos de YPF con las compañías C.M. Loeb, Rhoades and Co. (Argentina-Cities Service Development Company en el momento de la anulación del contrato); Astra, Compañía Argentina de Petróleo SA; CADIPSA; Continental Oil Company of Argentina; Esso S. A. P.A-Esso Argentina Inc.; The Ohio Oil Co. (Marathon Petroleum Argentina Ltd.); Pan American Argentina Oil Co.; Shell Production Company of Argentina Ltd.; Tennessee Argentina S.A.; Union Oil Co. California. El decreto 745/63 anuló los acuerdos de YPF con las empresas Southeastern Drilling Co.; Kerr-Mc Gee Oil Industries Inc. (Transworld Drilling Company) y SAIPEM (ENI) (SNAM S.P.A. Societá Nazionale Metanodotti en el momento de la anulación del contrato).
Los medios de prensa criticaron los decretos que anularon los contratos: aparte de considerarlos un error que volvería al país al desabastecimiento, también se reclamaba el respeto a la división de poderes.

(...) ¿Tiene el Poder Ejecutivo capacidad y atribuciones suficientes para proceder, como se anuncia, por decreto a la anulación de esos contratos? Se alega en favor de ello que los mismos son de concesión y no de locación de obras y/o servicios. Que, por tanto, son contratos de derecho público y el Poder Ejecutivo tiene bastantes facultades para disponer su nulidad en conjunto.
Carta de Enrique Figueroa al presidente Illia.

Las empresas contratistas rechazaron los términos esgrimidos por el gobierno, como también rechazaron las cláusulas impositivas y punitivas del nuevo convenio, que obligaban a las empresas a devolver el valor de los impuestos pagados por el Estado –según contratos por cuenta de las compañías– y establecían una indemnización a YPF «por haberse visto obligado a restringir su producción para aceptar el petróleo extraído por las empresas». Algunas compañías como Esso y Shell se negaron a renunciar a sus derechos legales, poniendo a YPF bajo una situación de no poder negociar. La petrolera estatal sólo ocupó las áreas entregadas a Cities Service y Pan American Argentina Oil Company.  En definitiva, las inversiones extranjeras cayeron de cien a ciento veinte millones de dólares recibidas en 1962, a solo 34.6 millones en 1963 y poco más de 33 millones en 1964.
Como consecuencia, YPF perdió el autoabastecimiento, y además la producción petrolera en 1965 fue inferior a la del año anterior. Sin embargo, Illia rectificó la política de anulación de los contratos, y las empresas siguieron en el país. Solamente la Shell y la Esso –viejas importadoras de petróleo–, que habían firmado contratos de exploración para aumentar las reservas de YPF con la cláusula del riesgo minero, aceptaron de inmediato la anulación y recuperaron los cincuenta millones de dólares invertidos que, por la cláusula del riesgo minero, habrían perdido al no encontrar yacimientos productivos. Argentina Cities Service (ex Banca Loeb) y Amoco (ex Panamericam) continuaron la extracción de los yacimientos de Mendoza y Comodoro Rivadavia. La tasa de aumento de la producción de petróleo, que venía manteniéndose en un acelerado promedio general del 20% anual desde 1958 a 1963, disminuyó entre 1964 a 1966, al punto de apenas llegar a un aumento del 2% anual. El ritmo de perforación de pozos disminuyó de 1093 pozos perforados anualmente, durante el primer período citado, a sólo 588 pozos promedio por año perforados en el período de 1964 a 1966.
Las políticas petroleras del nuevo gobierno radical terminaron por agriar las relaciones entre la Argentina y Estados Unidos, y la anulación de los contratos petroleros le costó al país la desconfianza internacional, aparte de doscientos millones de dólares de indemnización que se les pagó a las compañías petroleras afectadas, y la vuelta a la importación de petróleo.
En 1987 el presidente Raúl Alfonsín reconoció públicamente como un «error histórico» la anulación de los tratos petroleros hechos por Frondizi.
También durante la presidencia de Illia, el 16 de diciembre de 1965 en las Naciones Unidas se aprobó la Resolución 2065, por la Asamblea General de las Naciones Unidas, el 16 de diciembre de 1965, mediante la que se resolvió aceptar la posición argentina sobre las islas Malvinas, considerarla como territorio bajo estatus colonial —que deberá ser descolonizado a corto o largo plazo—, recomendar a la Argentina y Reino Unido que entablen negociaciones sobre el proceso de descolonización, y equiparar los nombres Malvinas y Falklands. En el marco de las negociaciones para la transferencia de soberanía de las islas, el 11 de enero de 1966 llegó a Buenos Aires Michael Stewart, Secretario de Estado de Relaciones Exteriores del Reino Unido, siendo la primera visita de un diplomático de esa categoría a territorio argentino. Durante su estadía de tres días en la capital argentina se reunió con el canciller Zavala Ortiz y otros funcionarios argentinos y trataron la cuestión de la disputa de soberanía de las islas. Era la primera vez, desde el inicio de las protestas argentinas en 1833, que el gobierno británico dialogaba oficialmente sobre el tema.

Los dos Ministros han coincidido en proseguir sin demora las negociaciones [...] por la vía diplomática o por aquellos otros 
medios que puedan acordarse a fín de encontrar una solución pacífica al problema e impedir que la cuestión llegue a afectar las excelentes relaciones que vinculan a la Argentina y al Reino Unido. Ambos Ministros acordaron transmitir esta decisión al Secretario General de las Naciones Unidas.

El Reino Unido lo interpretó como una derrota diplomática, manifestando el jefe de la delegación, Cecil King: «Mi delegación está sorprendida y apenada al no ver en las recomendaciones ninguna referencia al principio de autodeterminación o, por lo menos, a los deseos de la gente de las islas».
El entonces canciller Miguel Ángel Zavala Ortiz y el representante argentino ante las Naciones Unidas (y luego nombrado por Illia embajador ante la Unión Soviética), Lucio García del Solar, fueron los principales gestores de la resolución, junto con Bonifacio del Carril, nombrado embajador extraordinario por Illia. La resolución fue un triunfo diplomático del gobierno de Illia.
Junto con el reclamo, Zavala Ortiz, había hecho especial hincapié en el reconocimiento de los derechos de los isleños y el respeto por su idioma, su cultura y su propiedad privada en el caso de que las islas fuesen restituidas a Argentina. Quedó así planteada en Naciones Unidas una doctrina que pronto sería retomada por España para su reclamación territorial sobre Gibraltar. Esta consiste en que son los intereses y no los deseos de una población no autóctona los que deben tenerse en cuenta para dirimir una situación colonial. Dicha estrategia fue mantenida por todos los gobiernos argentinos hasta 1982.
A la Resolución 2065 le siguieron otras resoluciones favorables al punto de vista argentino, que, sumadas a un contexto internacional donde el mantenimiento de las situaciones coloniales era políticamente inviable, llevaron al gobierno británico a modificar su posición y por primera vez negociar con la Argentina una solución pacífica para ponerle fin a la disputa de soberanía.
A fin de mantener en el tiempo el reclamo por la soberanía, se creó, en el ámbito del ministerio a su cargo, el Instituto Nacional de las Islas Malvinas y Adyacencias, integrado por miembros honorarios, bajo la presidencia del académico Ernesto Fitte, aunque pronto fue disuelto por decreto del 14 de febrero de 1967.

## Revolución Argentina (1966-1973)

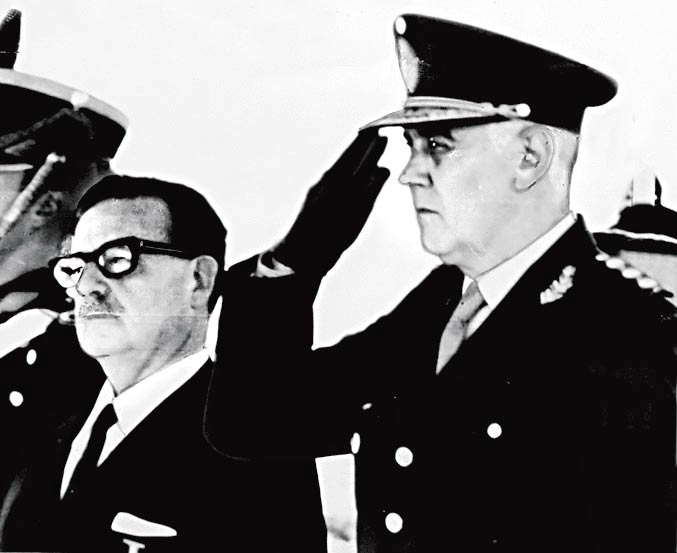
El presidente de Chile Salvador Allende junto a Alejandro Lanusse.

Tras el golpe de Estado del 28 de junio de 1966, e inmediatamente a la asunción presidencial del General Juan Carlos Onganía, éste procuró el acercamiento a los Estados Unidos, aunque este país tardó hasta el 15 de julio de 1966 para el reconocimiento diplomático del nuevo Gobierno. En cuanto al plano ideológico, el Gobierno era afín a los Estados anticomunistas y que sostuvieran la doctrina de la seguridad nacional, como la dictadura militar en Brasil. Esta misma postura fue compartida por los tres presidentes que se sucedieron hasta la salida democrática de 1973. 
En 1971, durante la presidencia de Roberto Marcelo Levingston, fue firmado en Londres el Compromiso de Arbitraje, por el que se designaba al Reino Unido para arbitrar en el conflicto limpitrofe del canal de Beagle, que enfrentaba a los dos estados sudamericanos. El compromiso fue suscripto po los representantes de los tres países involucrados: Joseph Godber por el Reino Unido, Álvaro Bunster por Chile, y Gustavo Martínez Zuviría por la Argentina.
Por su parte, Alejandro Agustín Lanusse restableció las relaciones diplomáticas con China.

## Tercer gobierno peronista (1973-1976)
A la asunción del presidente Héctor J. Cámpora, el 25 de mayo de 1973, asistieron los presidentes de Cuba, Osvaldo Dorticós, y de Chile, Salvador Allende.
Cámpora reanudó las relaciones con Cuba, suspendidas por el gobierno militar anterior, y a través de una misión especial del Ministro de Economía José Ber Gelbard, se firmaron convenios para abastecer a ese país de productos alimenticios e industriales, a contramano del Embargo estadounidense. Perón le encargó a Gelbard que le hiciera llegar a Fidel Castro una carta suya. El sucesor interino de Cámpora, Raúl Alberto Lastiri, le brindó a dicho país un préstamo de 200 millones de dólares. Los gobiernos de Cámpora, Lastiri, y Perón, reclamaron en numerosas ocasiones la reincorporación de Cuba al sistema interamericano, a través de diversos canales multilaterales. En sus intervenciones en la Sexta Sesión Extraordinaria de la Asamblea General de la ONU en Nueva York y en la Tercera Asamblea General de la OEA en Washington, en abril de 1974, el canciller Alberto Juan Vignes criticó las sanciones contra Cuba impulsadas en 1962, calificándolas como una “rémora” para los países latinoamericanos, una situación anormal que no tenía sentido en un contexto mundial caracterizado por el pluralismo ideológico.
Tras la celebración de las primeras elecciones libres en 20 años y la asunción de Juan Domingo Perón a su tercera presidencia en octubre de 1973, la República Argentina entró a formar parte del Movimiento de Países No Alineados, y se trabajó por la integración latinoamericana. El gobierno de Perón intentó formar un bloque de países antiimperialistas que incluyera el Chile de Salvador Allende, el Perú de Velasco Alvarado, el Ecuador de Velasco Ibarra, y Omar Torrijos en Panamá. Perón inició una correspondencia epistolar con Torrijos, y recibió su visita en enero de 1974, en donde conversaron "cuestiones latinoamericanas", según una entrevista del propio Perón brindada a periodistas panameños.
También en enero de 1974, Perón envió a su Ministro de Bienestar Social, José López Rega, en una misión diplomática a Libia, en donde se entrevistó con Muammar al-Gaddafi, con quien Perón compartía una afinidad ideológica, cercana al nasserismo y al tercermundismo. Como resultado de esta visita, se firman varios acuerdos de cooperación, relacionados con temas económicos, tecnológicos y culturales. En febrero de ese mismo año, el gobierno imprime una pequeña publicación en papel fotográfico de excelente calidad en español y árabe, llamada "Misión Argentina en Libia", con una breve reseña sobre el resultado de la visita y los tratados que se firmaron.
Perón condenó el golpe de septiembre de 1973 contra Allende, calificándolo como “una tragedia para el continente” y agregó que el régimen de Pinochet “representa intereses que son conocidos por nosotros”, en referencia a Estados Unidos. Un decreto del presidente Lastiri estableció tres días de duelo nacional por la muerte del presidente Allende. En su encuentro con miembros de la JP, el líder justicialista caracterizó al gobierno de Allende como un ejemplo de la inconveniencia de “apresurar” los procesos revolucionarios, y de la necesidad de encauzarlos de una forma gradual y pacífica. Un argumento similar expresó en carta a Omar Torrijos:

"...el “Cono Sud” se ha visto azotado por un nuevo “coletazo” del imperialismo. En Chile, la situación ha hecho crisis, un poco a raíz de la presión externa, y otro tanto por errores en la conducción interna. Al amigo Allende lo han volteado tanto los que lo empujaban de adelante como los que lo hacían de atrás. Un marxismo a outrance de nuestros países no es lo que puede consolidar a un Gobierno del Pueblo. Sus enemigos han sido tanto los pro-imperialistas que anhelaban derrocarlo, como los comunistas, que lo empujaban hacia acciones descabelladas. En fin, un pueblo que deseaba liberarse, frente a una nueva frustración. Les faltó cumplir el apotegma de los griegos: 'Todo en su medida y armoniosamente'".

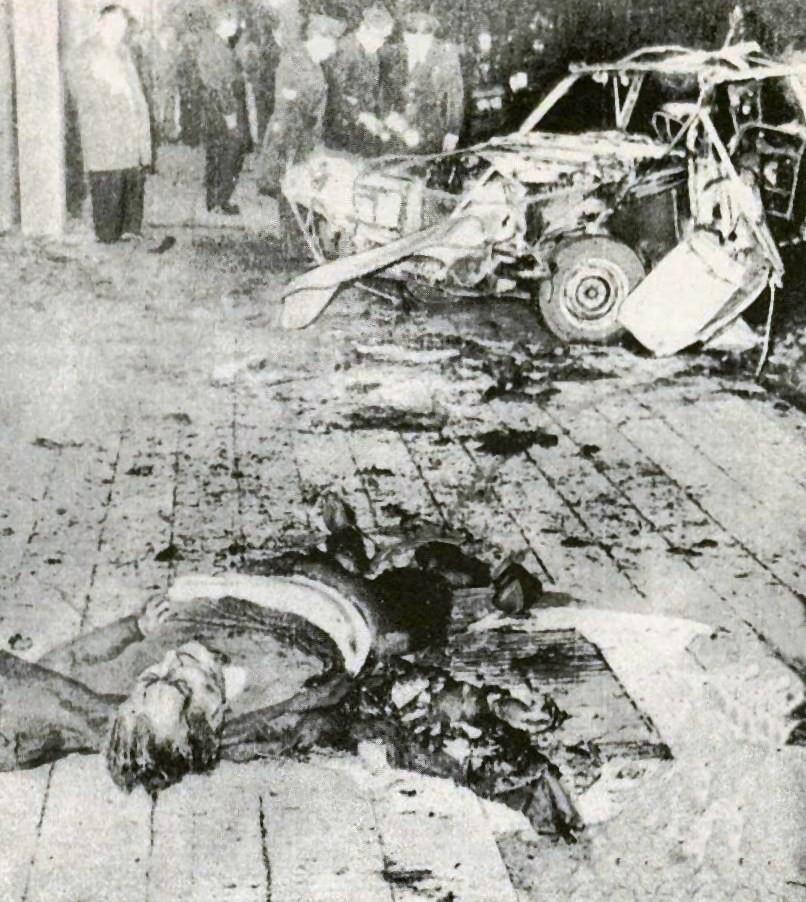
En septiembre de 1974, tres meses después de la muerte de Perón, y pese a los esfuerzos de éste por protegerlo, el General Carlos Prats, sería asesinado con una bomba colocada en su coche por un comando de la Dirección de Inteligencia Nacional chilena.

El gobierno argentino otorgó refugio al general Carlos Prats, leal al régimen depuesto y con quien Perón también inició una correspondencia. En sus memorias, el General Prats afirmaba:

"Antes de asumir la Presidencia de Argentina, me recibió, en Gaspar Campos, el general Perón, ciudadano de América y lúcido observador de la realidad latinoamericana. Tuve el honor de recibir de él las mayores deferencias y -consciente de mi soledad- me brindó su apoyo para encontrar un trabajo decoroso que me permite subsistir".

También se le otorgó asilo al derrocado presidente de Bolivia, Juan José Torres, que tuvo que huir de su refugio en Chile a raíz del nuevo golpe en ese país, y a dirigentes blancos y frenteamplistas uruguayos, como Wilson Ferreira Aldunate y Zelmar Michelini, perseguidos por la dictadura cívico-militar del colorado Juan María Bordaberry.
Con Bordaberry se firmó, en noviembre de 1973, el Tratado del Río de la Plata, y se continuó trabajando en la construcción de la represa de Salto Grande.
Las relaciones con Brasil fueron tensas a lo largo de todo el tercer gobierno peronista, principalmente a causa de la oposición argentina a la construcción de la Represa de Itaipú.
Las relaciones con Chile permanecieron cordiales, pero se agriaron con el derrocamiento de Allende, y, durante el gobierno del mismo, a raíz de la decisión del presidente interino Lastiri de celebrar el Día de la Fuerza Aérea desde la Base Marambio en la Antártida, en donde firmó el “Acta de Afirmación de la soberanía en la Antártida Argentina”, lo que causó que la Cancillería chilena y el comité “Patria y Soberanía”, integrado por exmilitares y parlamentarios, calificaran el acto como una “ostensible violación de la soberanía chilena antártica”.
En abril de 1974, Perón le escribe una carta a Pinochet en la que le expresa su deseo de limitar el armamentismo entre los dos países. También se refiere a la propuesta de una cumbre de jefes de Estado latinoamericanos para "comenzar de una buena vez la tentativa de una integración continental latinoamericana".
En mayo de 1974 Perón y Pinochet se reunieron en el Aeropuerto de Morón. Ambos firmaron una declaración conjunta sobre los derechos soberanos de ambos países en el continente antártico, acompañada de tres convenios sobre transporte marítimo, terrestre y cooperación científico-tecnológica. El documento referente a la Antártida enfatizaba el mutuo propósito de promover el desarrollo de una política armónica, de conformidad con los términos del Tratado Antártico, y de salvaguardar los respectivos intereses en el Polo Sur, especialmente en lo referente a la exploración y eventual explotación de los recursos naturales dentro de la zona establecida por el Tratado. Cuando Pinochet regresó a Chile, dijo a sus íntimos que la entrevista con el mandatario argentino había sido un fracaso por culpa de la influencia que el exiliado general Prats ejercía sobre el gobierno argentino. Prats fue llamado por Perón antes y después de aquella entrevista. Perón había resuelto insistir ante Pinochet acerca de la mala imagen que daba su gobierno, por la represión cruel que hacía la Junta, y que, en esas condiciones, era muy difícil ayudarlo. Tras la muerte de Perón, su viuda y sucesora en la presidencia, Isabel Perón volvió a reunirse con el mismo dictador chileno para consolidar y mejorar una reacción antisubversiva coordinada por los gobiernos del Cono Sur. Esta reunión fue cubierta por el Jornal do Brasil: "Los dos gobiernos no ocultan su preocupación por la estrecha colaboración que existe entre militantes del Ejército Revolucionario del Pueblo (ERP) y el Movimiento de Izquierda Revolucionaria (MIR)".
En diciembre de 1973 el gobierno presentó su plan económico, el "Plan Trienal para la Liberación y la Reconstrucción Nacional", que entre otras cosas se proponía "que el dinamismo de la economía se vaya trasladando de los monopolios extranjeros, como ha ocurrido durante el último período, hacia el conjunto del sector productivo nacional, el Estado y los empresarios nacionales". El 12 de junio de 1974, en un mensaje transmitido por cadena nacional, Perón expresó:

No hay que olvidar que los enemigos están preocupados por nuestras conquistas, no por nuestros problemas. Ellos se dan cuenta de que hemos nacionalizado los factores básicos de la economía y que seguiremos en esa tarea, sin xenofobia, pero hasta no dejar ningún engranaje decisivo en manos extranjeras. En un año de gobierno, ellos advierten que el pueblo sabe que, sin acudir a las recetas de miseria y dependencia, mejoramos el salario real de los trabajadores, bajamos drásticamente la desocupación y aumentamos las reservas del país.

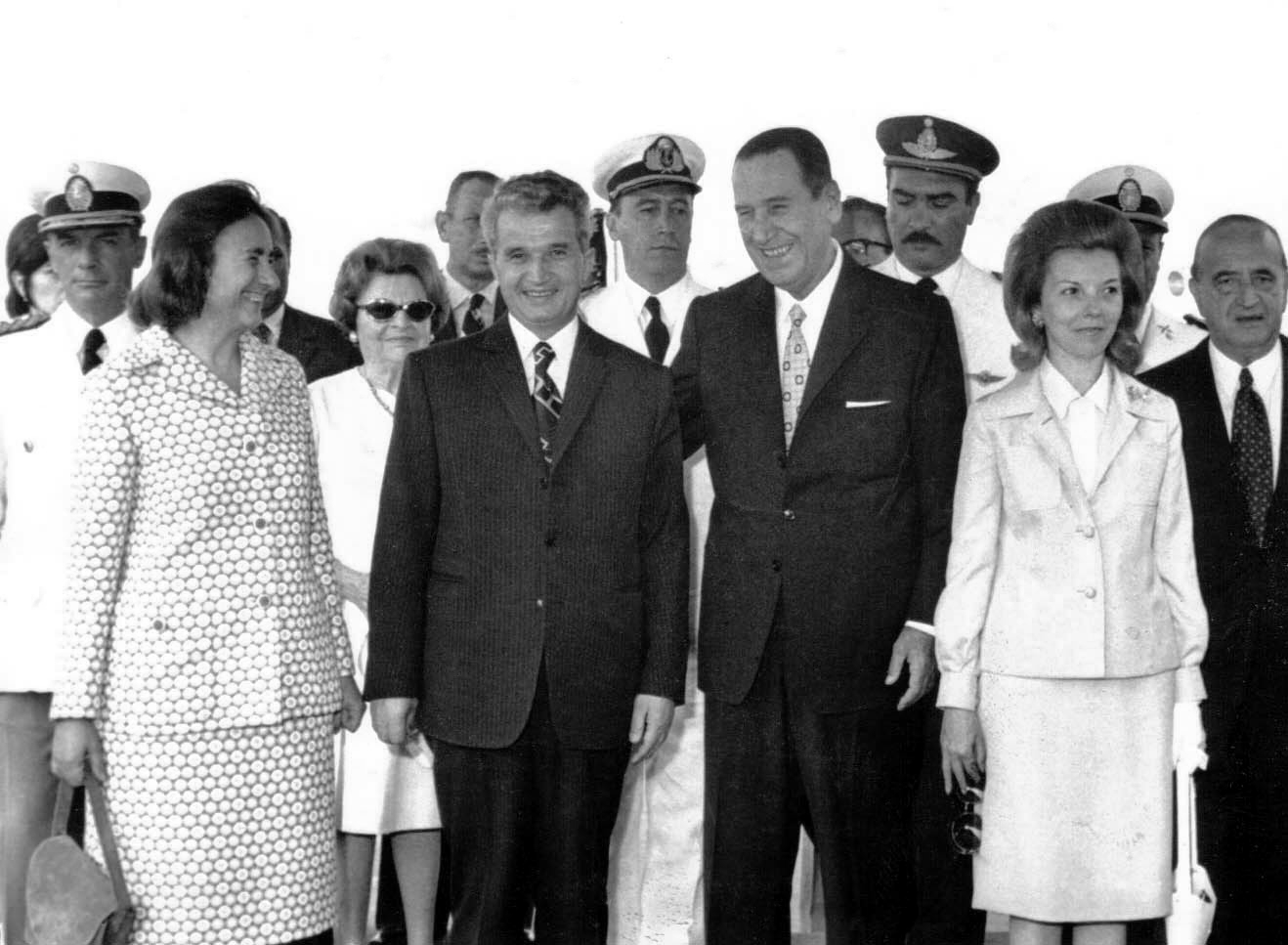
Perón e Isabel junto a Nicolae y Elena Ceausescu en 1974.

En mayo de 1974 Perón presentó ante el Congreso de la Nación el "Modelo argentino para el Proyecto Nacional", en donde, entre otras cosas, se delineaba una política exterior independiente de las grandes potencias, relanzando la doctrina de la "Tercera Posición", que había caracterizado a su primer y segundo gobierno.
Buscando patentizar esta política independiente, y obtener nuevos mercados para la colocación de productos argentinos y transferencia tecnológica, se establecieron contactos con los países de Europa Oriental. Esto implicaría también el incremento de la capacidad de negociación de la Argentina frente a sus clientes y proveedores tradicionales.
En marzo de 1974 recibió al presidente de Rumania, Nicolae Ceausescu, con quien compartía cierta voluntad de no-alineamiento. Le otorgó la Orden del General San Martín y firmó acuerdos económicos.
También se envió a Gelbard en una misión a la Unión Soviética, en donde se entrevistó con Brezhnev, Kosygin y Podgorni (la troika que ostentaba los máximos cargos ejecutivos en la URSS), y el 7 de mayo de 1974 se firma un protocolo que establecía la creación de la Comisión Mixta Argentino-Soviética. Gelbard logró la participación de la firma soviética Energomashexport en el suministro de 12 turbinas para el proyecto hidroeléctrico argentino-uruguayo de Salto Grande. La misión incluyó también a Polonia, Hungría y Checoslovaquia, países con los que se firmaron una serie de convenios de cooperación económica científico-tecnológica. La importancia de estos mercados radicaba en su complementariedad con la producción agropecuaria argentina, cuyas divisas permitirían importar la tecnología soviética para emprendimientos hidroeléctricos.

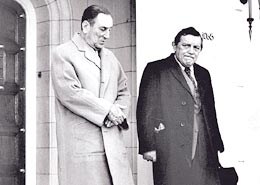
Perón junto a su Ministro de Economía, José Ber Gelbard.

El 11 de junio de 1974, se desarrollaron, bajo el más estricto secreto, negociaciones entre el Reino Unido y la República Argentina para traspasar paulatinamente a la Argentina la soberanía sobre las Islas Malvinas. El embajador británico, Sir Donald Hopson, siguiendo instrucciones del Foreign Office, le hizo llegar al canciller Vignes un informe secreto en donde proponía establecer un sistema de condominio, en el que ambos países ejercieran soberanía al mismo tiempo. Los condóminos serían su Majestad la Reina y su Excelencia el Presidente de la República Argentina, las banderas británica y argentina serían enarboladas juntas, los idiomas oficiales serían inglés y español, los naturales de las Islas poseerían doble nacionalidad, y el gobernador sería designado alternativamente por la Reina y el presidente de Argentina. Esta propuesta fue contestada el 19 de junio con una contrapropuesta de la Cancillería argentina, que avanzaba en el sentido de favorecer la posición argentina y una más rápida solución definitiva. Estas negociaciones se frustraron luego de la muerte de Perón el 1 de julio de 1974, y la muerte del embajador Hopson acaecida poco tiempo después, el 26 de agosto de ese mismo año. La asunción de María Estela Martínez de Perón como presidenta planteaba un clima de incertidumbre política, motivo por el cual el secretario de Estado Callaghan aceleró el envío de un telegrama a Hopson, en el que le decía: “aprovechemos esta oportunidad porque podría haber un cambio de gobierno o golpe de Estado en cuestión de semanas”. El departamento preparó, incluso, una fórmula para anunciar conjuntamente “una nueva ronda de conversaciones para explorar las salvaguardas y garantías a ser ofrecida a los habitantes de las Islas Malvinas, en la hipótesis de un eventual condominio anglo-argentino”.

## Proceso de Reorganización Nacional (1976-1983)
Tras el golpe de Estado del 24 de marzo de 1976, y la instauración del autodenominado Proceso de Reorganización Nacional se tejieron fuertes lazos con Estados Unidos, convertido en el principal apoyo diplomático y económico de la misma. Al mismo tiempo, Israel se convirtió en un fuerte aliado, que le vendió muy importantes cantidades de armas mientras la represión afectaba a miembros de la colectividad judía. Además del suministro de armas, se desarrolló un canal de colaboración entre el Batallón de Inteligencia 601 y los servicios de inteligencia israelíes, mientras que militares argentinos e israelíes coincidían en prestar onerosos servicios contrainsurgentes en Centroamérica.
No obstante, fue Estados Unidos quien decidió imponer sanciones económicas a la Argentina debido a sus violaciones a los derechos humanos.
La decisión del Ejecutivo estadounidense anunciada por Vance en febrero de 1977 implicó la reducción del crédito estadounidense de los 32 millones de dólares recomendados por la administración de Gerald Ford en el presupuesto del Programa de Asistencia para la Seguridad (Security Assistance Program) a tan sólo 15,7 millones. Frente a esta reducción crediticia, ligada a la violación de los derechos humanos por parte del régimen militar argentino, el gobierno de Videla decidió el 1 de marzo de 1977 rechazar la totalidad de la ayuda económica norteamericana, pues en la percepción de la Junta, la aceptación de los remanentes equivalía a convalidar las acusaciones de Washington. Finalmente, el 30 de septiembre de 1978, el Congreso estadounidense decidió “castigar” las reiteradas violaciones a los derechos humanos por parte del régimen militar argentino y prohibió todos los suministros de armas a la Argentina, incluyendo los de carácter comercial.

### Conflicto con Chile
En 1971, los presidentes chileno y argentino, Salvador Allende y Alejandro Agustín Lanusse respectivamente, habían acordado someter el diferendo por las islas al sur del canal Beagle formalmente al Reino Unido, pero, en su contenido, a un tribunal arbitral compuesto por jueces que habían consensuado ambos Gobiernos; todo ello en el marco del derecho internacional y los tratados vigentes. El 22 de mayo de 1977 se dio a conocer en Londres el laudo arbitral, que otorgaba a Chile las islas Picton, Nueva y Lennox junto a las islas adyacentes. Argentina obtenía la mitad norte del canal y las islas correspondientes.
La Junta Militar declaró la sentencia «insanablemente nula» e inició la planificación de una guerra de agresión contra Chile para revertir el laudo. Los mandos de las Fuerzas Armadas pusieron en marcha la Operación Soberanía la noche del 21 al 22 de diciembre de 1978, que abortaron horas después, cuando la Junta aceptó la mediación papal en el conflicto. Ninguno de los dictadores argentinos dio solución al conflicto, desatado con el desconocimiento del laudo arbitral. Recién en 1984, el presidente Raúl Alfonsín, elegido democráticamente en 1983, reconoció lo resuelto por la mediación del papa Juan Pablo II, poniendo fin así al conflicto con Chile.

### Guerra de Malvinas
El 2 de abril de 1982, el gobierno militar tomó posesión militarmente de las Islas Malvinas desalojando al gobernador británico, la soberanía de las islas es causa de diferendos con el Reino Unido desde el siglo XIX, la posterior respuesta militar británica, dio comienzo a la guerra de las Malvinas.
La guerra finalizó el 14 de junio de 1982 con la rendición de las fuerzas militares argentinas en las Malvinas. Su saldo final fue la restitución de la posesión británica de las islas (incluyendo a las Georgias del Sur, Sandwich del Sur y Aurora) y la muerte de 649 soldados argentinos, 255 británicos y 3 civiles isleños. En la Argentina, la derrota en el conflicto precipitó la caída de la Junta militar que gobernaba el país y la asunción del general Reynaldo Bignone quien inició un proceso de restauración del sistema democrático. En el plano internacional, la guerra de Malvinas provocó el final del Tratado Interamericano de Asistencia Recíproca, al haber Estados Unidos apoyado a un país extra continental.
Las relaciones diplomáticas entre el Reino Unido y Argentina se rompieron y no se restablecieron hasta una reunión en Madrid en 1989, en la que ambos gobiernos emitieron un comunicado conjunto.
No se hizo explícito ningún cambio en la posición de ninguno de los dos países con respecto a la soberanía de las Islas Malvinas. En 1994, Argentina adoptó una nueva Constitución, que declaró a las Islas Malvinas como parte de una de sus provincias por ley (integradas a la provincia de Tierra del Fuego). Sin embargo, las islas continúan siendo un Territorio Británico de Ultramar. 
La Organización de las Naciones Unidas continúa llamando al diálogo a ambas partes, por considerar los tres archipiélagos con sus aguas circundantes como territorios disputados. Cada 2 de abril se conmemora en la República Argentina el Día del Veterano y de los Caídos en la Guerra de Malvinas. La fecha se debe al desembarco de las tropas Argentinas ese mismo día en 1982. También fue la primera vez que, tras casi 150 años, se izaba la bandera argentina en la casa de gobierno británica.

## Gobierno de Raúl Alfonsín (1983-1989)
Durante el gobierno de Raúl Alfonsín comenzó un proyecto de integración con Brasil, firmando la Declaración de Foz de Iguazú en 1985, y el Programa para la Integración Argentino-Brasileña en 1986. Uruguay se sumó a los mismos posteriormente, y finalmente a partir de ellos nacería el Mercosur (durante el gobierno menemista).

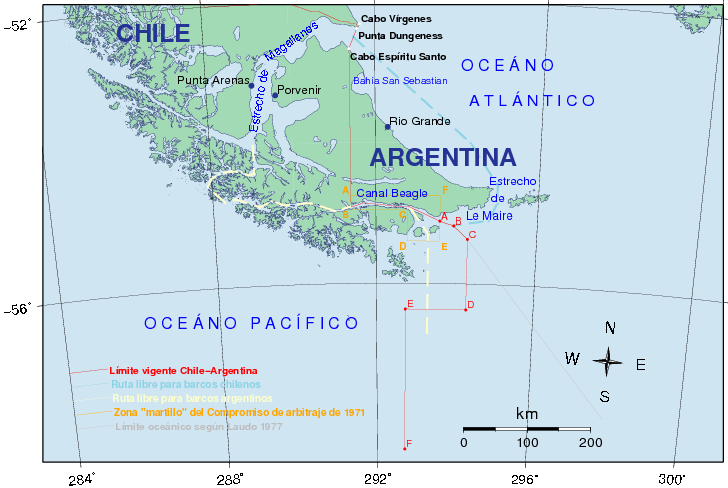
Mapa del Tratado de navegación entre Argentina y Chile de 1984 suscitado por el Conflicto del Beagle.

Las diferencias limítrofes con Chile respecto al Conflicto del Beagle habían llevado a ambos países al borde mismo de la guerra en 1978, cuando la Argentina desconoció el laudo arbitral británico de 1977. Para zanjar definitivamente la disputa, Alfonsín decidió aceptar el resultado del mismo; pero previendo que una salida que no incluyese todos los territorios en disputa para la argentina podría ser vista como una sumisión de parte de su gobierno, decidió realizar un plebiscito no vinculante a la población, que legitimara la decisión tomada. Finalmente ganó el "Sí" a la propuesta papal por un 81%. Cuatro días después, el 29 de noviembre de 1984, se firmó el Tratado de Paz y Amistad entre Argentina y Chile que, sin mencionar explícitamente al laudo arbitral británico, adopta como ya definida la frontera marítima en el canal Beagle y la pertenencia a Chile de todas las islas que el laudo le adjudica, incluso las que estando fuera del "martillo" al este del meridiano del cabo de Hornos fueron posteriormente reclamadas por Argentina. La aceptación argentina fue obtenida por Chile a través de una transacción en la frontera mar afuera entre ambos países..
También intentó generar un bloque unido para negociar la deuda externa, pero el intento no prosperó debido a las heterogéneas situaciones de cada país en ese respecto.
Argentina, Brasil, Perú y Uruguay se unieron en apoyo al Grupo Contadora, buscando establecer la paz y la democracia en Centroamérica. Estos países se conocieron como el Grupo de Apoyo a Contadora. Dichos grupos tuvieron un éxito relativo, al no contar con el apoyo de Estados Unidos, que no quería reconocer al gobierno de Nicaragua ni renunciar a las intervenciones militares unilaterales en el área.

### Relaciones con Italia
El 3 de noviembre de 1981, en Buenos Aires, el Gobierno de la República Argentina suscribió "con Italia un Convenio de Seguridad Social y un Protocolo adicional a dicho convenio" (LEY Nro. 22.861) que dispone que "los trabajadores que tengan derechos a prestaciones de seguridad social por parte de uno de los dos Estados Contratantes, lo recibirán íntegramente y sin ninguna limitación o restricción cualquiera sea el lugar de residencia".

## Gobierno de Carlos Menem (1989-1999)

Bandera del Mercosur.

La Argentina terminó de conformar el Mercosur junto a Brasil, Paraguay y Uruguay.
Durante el gobierno de Carlos Saúl Menem Argentina comenzó una importante relación con Estados Unidos, abandonando el Movimiento de Países No Alineados y adoptó una política de alineación automática con el país estadounidense. Las relaciones que mantuvo el gobierno menemista con los Estados Unidos causaron que Argentina fuera nombrada un aliado importante extra-OTAN en 1998, durante la administración de Bill Clinton. Argentina es actualmente el único país en Latinoamérica que sostiene esa distinción.
En otros planos, en 1991, Menem promovió la formación del Mercosur y restableció relaciones diplomáticas con el Reino Unido, interrumpidas desde la Guerra de Malvinas, a través de los Acuerdos de Madrid I y II.
Argentina fue el único país latinoamericano en participar de la guerra del Golfo (1991). Ha contribuido junto a Naciones Unidas en operaciones pacificadoras por todo el mundo, con soldados, ingenieros, policías y gendarmes, en países como El Salvador, Honduras, Nicaragua, Guatemala, Ecuador, Perú, Sáhara Occidental, Angola, Kuwait, Chipre, Croacia, Kosovo, Bosnia-Herzegovina y Timor Oriental.

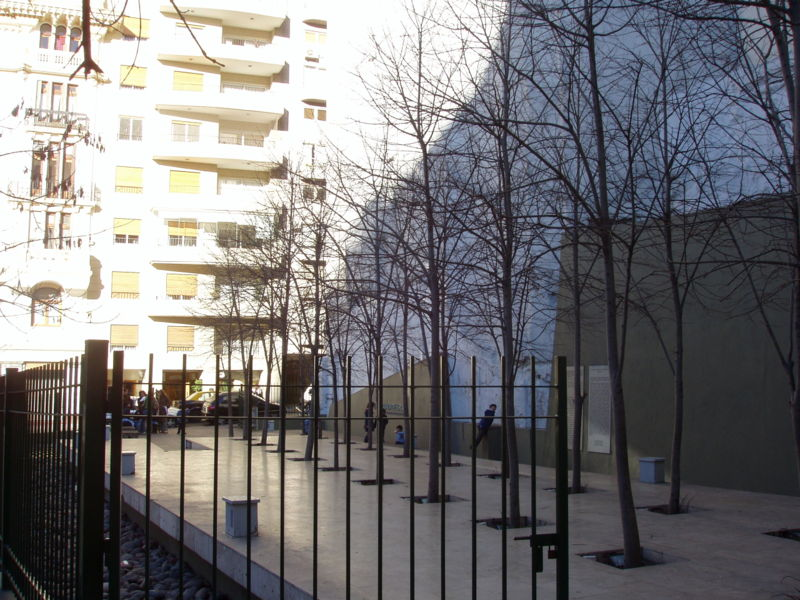
Árboles de tilo en la Plaza Embajada de Israel, Buenos Aires. Plantados en memoria de cada una de las víctimas del atentado terrorista en la embajada de Israel.

Tiempo después tuvieron lugar el ataque a la embajada de Israel (1992) y el atentado a la AMIA (1994). Si bien actualmente las causas judiciales siguen abiertas, las principales sospechas apuntan hacia grupos extremistas islámicos que habrían estado motivados por la participación argentina en la mencionada guerra del golfo.
En las Naciones Unidas, Argentina apoyó las políticas propuestas por Estados Unidos entre ellas, la condena a Cuba debido a su incumplimiento de los derechos humanos, la lucha contra el terrorismo internacional y contra el tráfico de drogas.
En noviembre de 1998, Argentina dirigió la conferencia de Naciones Unidas contra el cambio climático y en octubre de 1999 en Berlín, fue una de las primeras naciones del mundo en adoptar medidas para la reducción de emisiones de gases invernadero.
Argentina también se puso en contra de la proliferación de armas nucleares. Argentina defiende también una mejora en la estabilidad en Sudamérica. Durante la década de los años 90, Argentina reforzó sus relaciones con Brasil (después de que hayan firmado un tratado en 1984). Tuvo disputas con Chile debido a los problemas fronterizos con este país. Argentina también calmó los conflictos que hay entre Ecuador y Perú.
La reputación de Argentina como mediador de conflictos fue dañada, debido a que el presidente argentino Menem y sus miembros del gobierno fueron acusados de venta ilegal de armas a Ecuador y Croacia.
En 1998, Menem hizo una visita de Estado a Reino Unido, el príncipe de Gales después le hizo una visita al país sudamericano. En 1999, los dos países aceptaron normalizar los vuelos directos a las Islas Malvinas, que estaban bloqueados desde el año 1982.
En los años 90, Argentina fue un gran partidario de la Cumbre de las Américas y presidió el Acuerdo de Libre Comercio.

## Gobierno de Fernando De la Rúa (1999-2001)

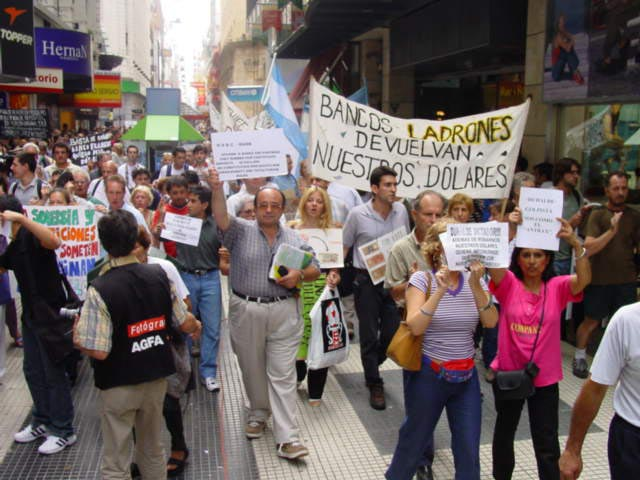
Cacerolazo en protesta contra el Corralito financiero, principios del año 2002.

Durante el gobierno de Fernando de la Rúa se mantuvo la alineación automática con Estados Unidos iniciada durante el gobierno anterior.
Luego de los atentados del 11 de septiembre de 2001, el gobierno se mostró como un «firme aliado» de los Estados Unidos, reflejando su accionar en las votaciones dentro de la Organización de las Naciones Unidas (ONU). Con la llegada como ministro de economía de Domingo Cavallo en 2000 se potenciaron las relaciones con Estados Unidos y se decidió sumar a Argentina al proyecto del Área de Libre Comercio de las Américas (ALCA), enturbiando las relaciones con Brasil. Y en cuanto a la Unión Europea (UE) las negociaciones se dieron por medio del Mercosur.
El excesivo endeudamiento de la Argentina, así como su creciente riesgo país llevaron a la anulación del crédito externo, lo cual precipitó una gran crisis económica a fines de 2001 que obligó a De la Rúa a abandonar anticipadamente el poder. Según algunos analistas, las crisis presidenciales argentinas (las renuncias anticipadas de Alfonsín y De la Rúa) explican en parte la inconsistencia de largo plazo de la política exterior del país.

## Gobierno de Adolfo Rodríguez Saá (2001)
Durante su breve período como presidente, apenas 7 días, Adolfo Rodríguez Saá resolvió la cesación de pagos, o default, de la deuda externa a acreedores privados. Ello para abrir una negociación con los tenedores de bonos para quitar capital de la deuda pública entre el 30 y el 50%, con vencimientos de capital a 30 años. El importe total de la deuda era de 132.000 millones de dólares, de los cuales se había logrado renegociar en el último canje unos 50.000 millones a una tasa del 7% anual. Pero el inventario de bonos en manos de inversores extranjeros superaba los 40.000 millones de dólares. Los principales periódicos del mundo se hicieron eco de la noticia.
Además realizó anuncios de medidas de suma de arancel a las importaciones, incluyendo a los países del Mercosur, estudió la posibilidad de elevar los impuestos a las exportaciones, que se negociaría con el Fondo Monetario Internacional (FMI) y habló de "pesificar" (pasar los dólares a pesos argentinos). Pero estas medidas no se tomaron por su apresurada salida de la presidencia.

## Gobierno de Eduardo Duhalde (2002-2003)
El gobierno de Duhalde coincidió con la Guerra contra el terrorismo comenzada por Estados Unidos tras los atentados del 11 de septiembre de 2001 en dicho país; así como también la Invasión de Irak de 2003. Argentina abandonó su alineación automática con Estados Unidos, y se mantuvo neutral en dichos conflictos.

## Gobierno de Néstor Kirchner (2003-2007)

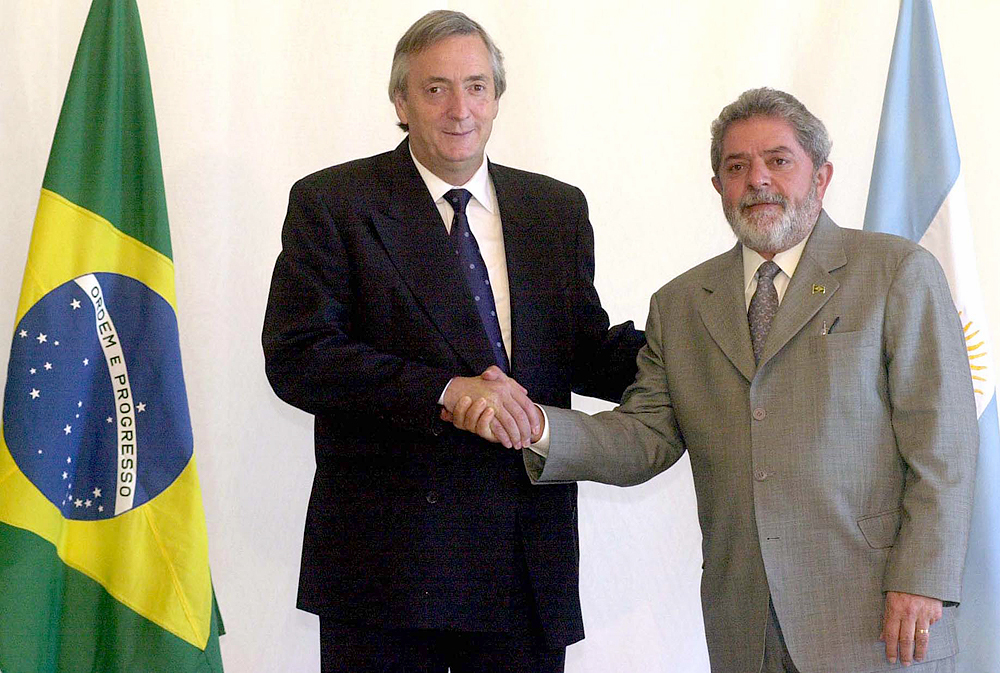
Néstor Kirchner junto a Lula da Silva, presidente de Brasil.

El Mercosur se consolidó como una parte muy importante de la política exterior argentina, con el objetivo de formar un potente bloque comercial latinoamericano. Como consecuencia de ello, Argentina profundizó sus relaciones externas con Brasil en el plano económico, aunque las diferencias en determinados aspectos entre ambos países han producido algunos momentos de tensión. El gobierno ha afianzado las relaciones con Venezuela, quien ingresó como miembro pleno del Mercosur.
Durante el gobierno de Kirchner se logró normalizar el pago de la deuda externa y finalizar la cesación de pagos instalada por Rodríguez Saá, tras una dificultosa negociación que abarcó todo el gobierno de Duhalde y parte del de Kirchner.
Argentina forma parte del Consejo de Seguridad de Naciones Unidas como miembro no permanente, durante el período 2005-2006. En la votación para la renovación de dichos puestos dio su apoyo a Venezuela.

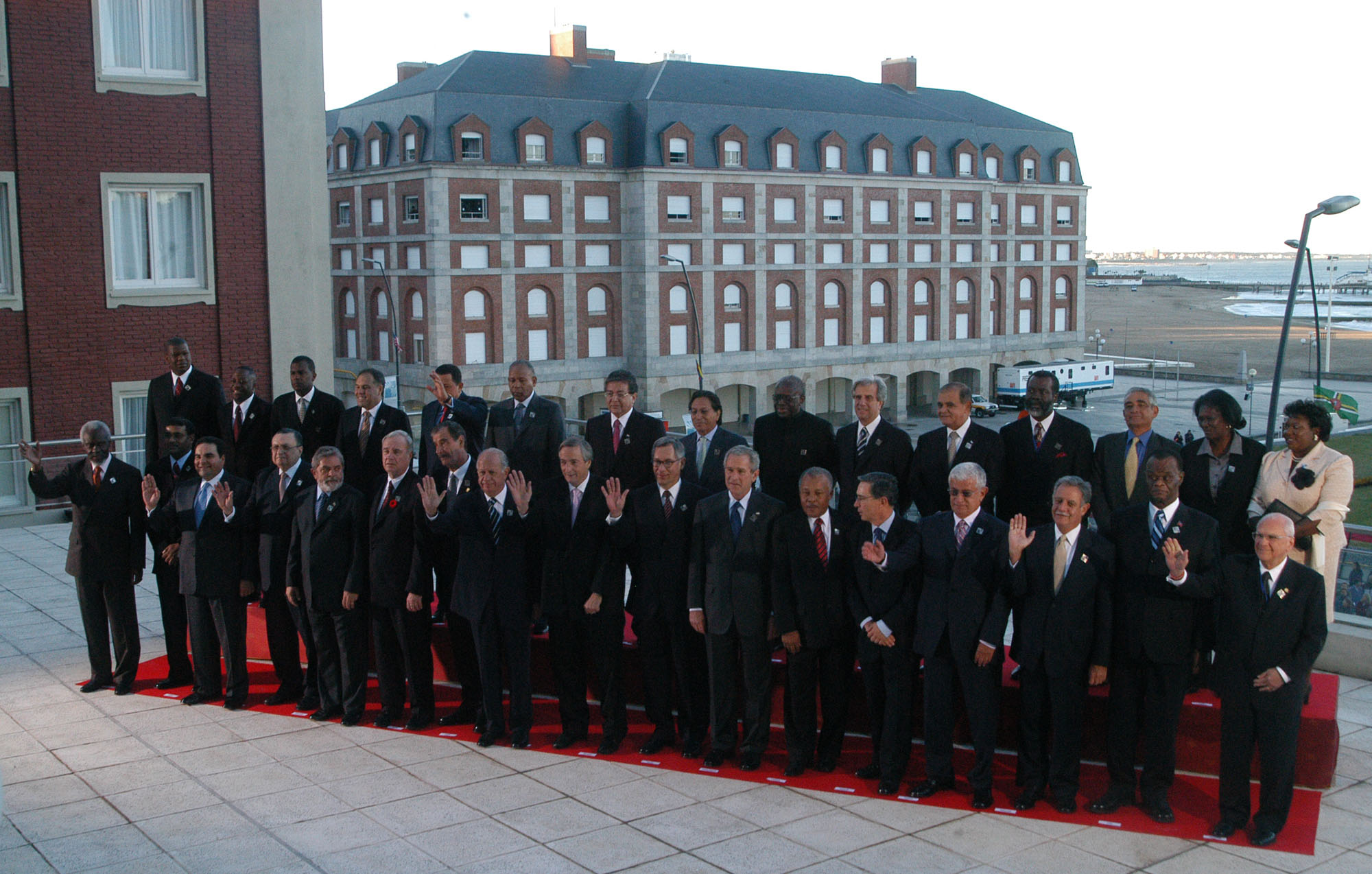
IV Cumbre de las Américas en Mar del Plata, 2005.

Entre el 4 de noviembre y el 5 de noviembre del año 2005, la ciudad de Mar del Plata recibió la IV Cumbre de las Américas. Aunque los temas programados para esta cumbre se refirieran al paro y a la pobreza, la mayor parte fue enfocada an asuntos relacionados con el ALCA. La cumbre fue un éxito, ya que marcó la independencia entre los países que conforman Mercosur (y Venezuela) y los partidarios del ALCA (Estados Unidos, México y Canadá).
Durante el 2006 comenzó un litigio con Uruguay debido al inicio de las obras de una planta celulósica de la empresa finesa Botnia en la localidad uruguaya de Fray Bentos. Esta empresa comenzó a construir una fábrica de pasta de celulosa que estaría entre las más grandes del mundo. La utilización inconsulta de las aguas del río Uruguay y los posibles efectos contaminantes que afectarían principalmente a la ciudad entrerriana de Gualeguaychú ubicada en las cercanías, fueron la causa de una serie de grandes movilizaciones populares en esta última ciudad que se manifiestan principalmente en la interrupción por medio de piquetes de la ruta nacional n.° 136 en el acceso al Puente Libertador General San Martín que une Argentina y Uruguay. En menor medida se ha movilizado la comunidad de Colón, en donde existe otro puente internacional afectado por piquetes.
Otra planta de similares características iba a ser construida en Fray Bentos por la empresa española Ence, pero luego anunció su relocalización en las cercanías de la ciudad de Colonia del Sacramento. Argentina solicitó la detención de las obras argumentando que en virtud de los antecedentes de otras plantas similares, el proyecto traería aparejada la contaminación de las aguas y aire; y que no se habían realizado estudios de impacto ambiental apropiados, por lo que denunció la violación por parte de Uruguay del Estatuto del Río Uruguay que tiene carácter de tratado internacional. El gobierno uruguayo ha mantenido una actitud intransigente, llegando a movilizar el ejército para custodiar la planta y rechazando toda negociación mientras continúen los cortes de los puentes internacionales que unen ambos países, a la vez que la construcción de las instalaciones cuestionadas prosigue.
El litigio fue llevado entonces a la Corte Internacional de Justicia de La Haya, que no dio lugar al pedido argentino de detención preventiva de las obras por catorce votos contra uno. Se presume que el fallo de esta corte demorará varios años en producirse. A fines de 2006, Uruguay presentó ante la corte un pedido para frenar los cortes de los puentes internacionales, que recibió un fallo adverso.
Luego del cese al fuego de la Guerra del Líbano de 2006 las Naciones Unidas comenzaron la formación de una fuerza militar internacional que ocupara los territorios del Líbano ocupados por Israel durante dicho conflicto. La Argentina, conjuntamente con Brasil, rechazó formar parte de dicha fuerza.
En agosto de 2007 arribó al país Guido Antonini Wilson con otros empresarios en un vuelo contratado por funcionarios argentinos, llevaba una valija que fue decomisada con 790.550 dólares. Este escándalo de la valija involucró a venezolanos, argentinos y estadounidenses. Según el FBI se habían ofrecido 2 millones de dólares a cambio de que Antonini Wilson no revelara que los dólares estaban «destinados a la campaña presidencial en la Argentina», presumiblemente destinados a financiar la candidatura de Cristina Fernández de Kirchner. Fue una presidencia muy criticada por sus aspectos políticos.

## Gobierno de Cristina Fernández de Kirchner (2007-2015)

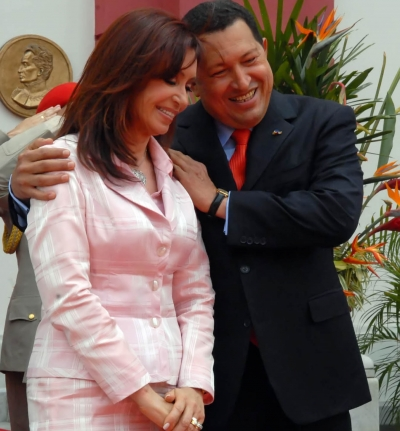
Cristina Fernández de Kirchner con Hugo Chávez, marzo de 2008.

En líneas generales, el gobierno de Cristina Fernández de Kirchner mantiene los mismos lineamientos internacionales que el de su predecesor.
Se continuó fomentando la relación con Venezuela que se debió a distintos factores como el compromiso de Caracas para la financiación de la deuda externa, la vinculación entre los dirigentes políticos y la capacidad de reducir el riesgo energético de Argentina; desde el gobierno se prefirió nombrar la vinculación al incremento del comercio bilateral. Ello conllevó a dañar las relaciones con Estados Unidos y, en cuanto al Mercosur, se debió reconocer en numerosas oportunidades por parte de los analistas la supremacía y pérdida de influencia en comparación con Brasil. También se mantuvo el reclamo ante Reino Unido por las Islas Malvinas.
El 6 de diciembre de 2010, el gobierno argentino reconoció a Palestina como un estado libre e independiente en los territorios delimitados por la Línea Verde.

## Gobierno de Mauricio Macri (2015-2019)

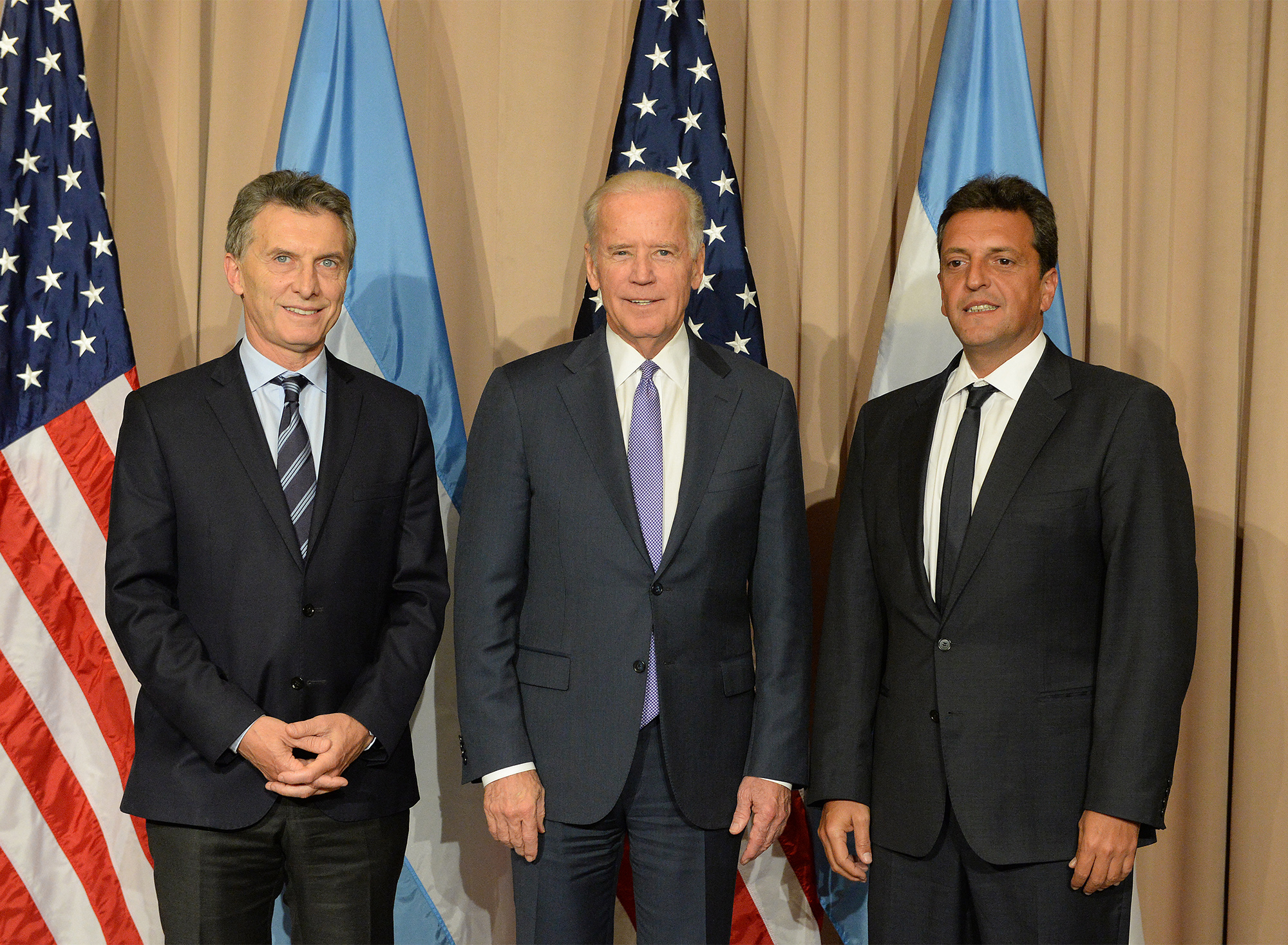
Macri y Massa con Joe Biden.

Durante las elecciones de 2015 Mauricio Macri propuso cambios en la orientación de la política exterior Argentina en áreas como comercio internacional, integración regional y alineamiento con las grandes potencias, los cuales se han visto limitados por la evolución de la política doméstica e internacional.
En enero de 2016, el presidente Macri participó en el Foro Económico Mundial en la ciudad de Davos junto a Sergio Massa en busca de inversiones. Tuvo reuniones con varios representantes de empresas, políticos, periodistas, etc. Algunos de ellos fueron el vicepresidente de Estados Unidos, Joe Biden, el primer ministro del Reino Unido, David Cameron, el fundador de Virgin Group, Richard Branson, el presidente ejecutivo de Google, Eric Schmidt, la Reina Máxima de los Países Bajos, el presidente y CEO de Coca Cola, Muhtar Kent, entre otros. Era la primera vez que Argentina participaba en el Foro desde 2003. El último presidente argentino en participar había sido Eduardo Duhalde.
La Canciller de Macri, Susana Malcorra, en una entrevista del diario La Nación, habló de la mejora de la relación con Estados Unidos, generar vinculaciones económicas con Irán, acercamiento con China y declaró que la cuestión de las islas Malvinas «no lo es todo» en las relaciones con el Reino Unido. Tiempo después se reunió con el canciller británico donde acordó realizar una agenda al margen de la cuestión de la soberanía de Malvinas. A fines de diciembre de 2015, en una nota del Diario Perfil Malcorra declaró que estaba revisando la estructura del Ministerio de Relaciones Exteriores y que ibaa a crear una subsecretaría del Atlántico Sur, incluyendo la cuestión Malvinas, anunciado así el cierre de la secretaría de Asuntos Relativos a las Islas Malvinas, creada en 2013, anuncio que se concretó en abril de 2016.
En 2016, la 40° Comisión de Límites de la Plataforma que depende de la Convención de las Naciones Unidas sobre el Derecho del Mar (CONVEMAR), aprobó por unanimidad el pedido argentino de extensión sobre el límite exterior de la plataforma continental, presentado por la gestión anterior, que incluyeron las aguas de las islas Malvinas, Georgias del Sur, Sandwich del Sur y la Antártida Argentina, ganando así un 35 % de superficie.
El 29 de mayo de 2017, Susana Malcorra anunció su renuncia por motivos personales y fue reemplazada el 12 de junio por Jorge Faurie, el embajador en Francia.

## Gobierno de Alberto Fernández (2019-2023)
Durante la gestión del presidente Alberto Fernández, el canciller fue, primero Felipe Solá, y posteriormente, Santiago Cafiero, la misión principal de la cancillería fue entre otras, conseguir vacunas contra el Covid-19 en una estrategia coordinada con el Ministerio de Salud con el objeto de inmunizar a la población, y evitar la expansión durante la Pandemia mediante el cierre de fronteras. Se caracterizó por una profundización en las relaciones diplomáticas con China y Rusia; además de firmar la entrada de Argentina a los BRICS.

## Gobierno de Javier Milei (desde 2023)
La canciller designada fue Diana Mondino, la cual había sido confirmada durante la campaña electoral. Se lo había acusado a Milei de plantear una «ideologización» de las relaciones diplomáticas, proponiendo el congelamiento de las relaciones bilaterales con naciones como China, Rusia y Brasil, a las que calificaba como «comunistas», y manifestaba un alineamiento internacional con los Estados Unidos, particularmente con el Partido Republicano de Donald Trump. En una entrevista de septiembre del 2023 con el periodista Tucker Carlson, Milei sostuvo que "no hará pactos con comunistas" y que los negocios tienen que ser a nivel privado. Ya asumida la presidencia, no se suspendieron las relaciones bilaterales con esas naciones, aunque si con Venezuela, Cuba y Nicaragua, a las que Milei acusaba de ser regímenes autocráticos.
La primera medida de Mondino como canciller fue firmar el ingreso de la Argentina a la OCDE, así como confirmar el rechazo al ingreso a los BRICS, planteando un alineamiento diplomático con Estados Unidos, siendo esta decisión celebrada por el senador de dicho país Marco Rubio. Sin embargo, el 12 de diciembre de 2023, frente a la necesidad de «garantizar un volumen mínimo de importaciones y tener una reserva de libre disponibilidad para pagar los vencimientos con el FMI», Milei le envío una carta a Xi Jinping pidiendo la renovación swap por US$5000 millones, otorgado al gobierno predecesor. Esto se dio en un encuentro entre Milei y Wu Weihua, enviado de XI a la asunción presidencial.
El 12 de diciembre de 2023, Argentina cambió su posición ante las Naciones Unidas, con respecto a la guerra en curso entre Israel y Hamás. Argentina, que había votado a favor de un alto el fuego en la Resolución ES-10/21 de la Asamblea General, pasó a abstenerse en la Resolución ES-10/22. Esta decisión se condice con el amplio apoyo brindado por parte de Milei hacia el Estado de Israel.
El 17 de enero de 2024, Javier Milei viajó, junto a miembros de su gabinete de ministros, a la sede del Foro Económico Mundial en Davos, Suiza, donde participó como orador de dicha conferencia. En su discurso ante un auditorio a la mitad de su capacidad, destacó que «Socialistas, conservadores, comunistas, fascistas, nazis, social-demócratas, centristas. Son todos iguales.» y que «Occidente está en peligro ante una gran amenaza por la expansión de las ideas socialistas». Milei también se expresó en contra del aborto, el feminismo, el estatismo, negó el cambio climático y se expreso a favor del capitalismo, calificando a los empresarios presentes en el foro como héroes. La reacciones a su discurso por parte de los presentes fueron calificadas como "estupor y sorpresa" por parte de una cronista del medio La Nación presente. Tras su discurso, se reunió con David Cameron, canciller del Reino Unido, donde, entre otras cuestiones, se trató la cuestión de las islas Malvinas.

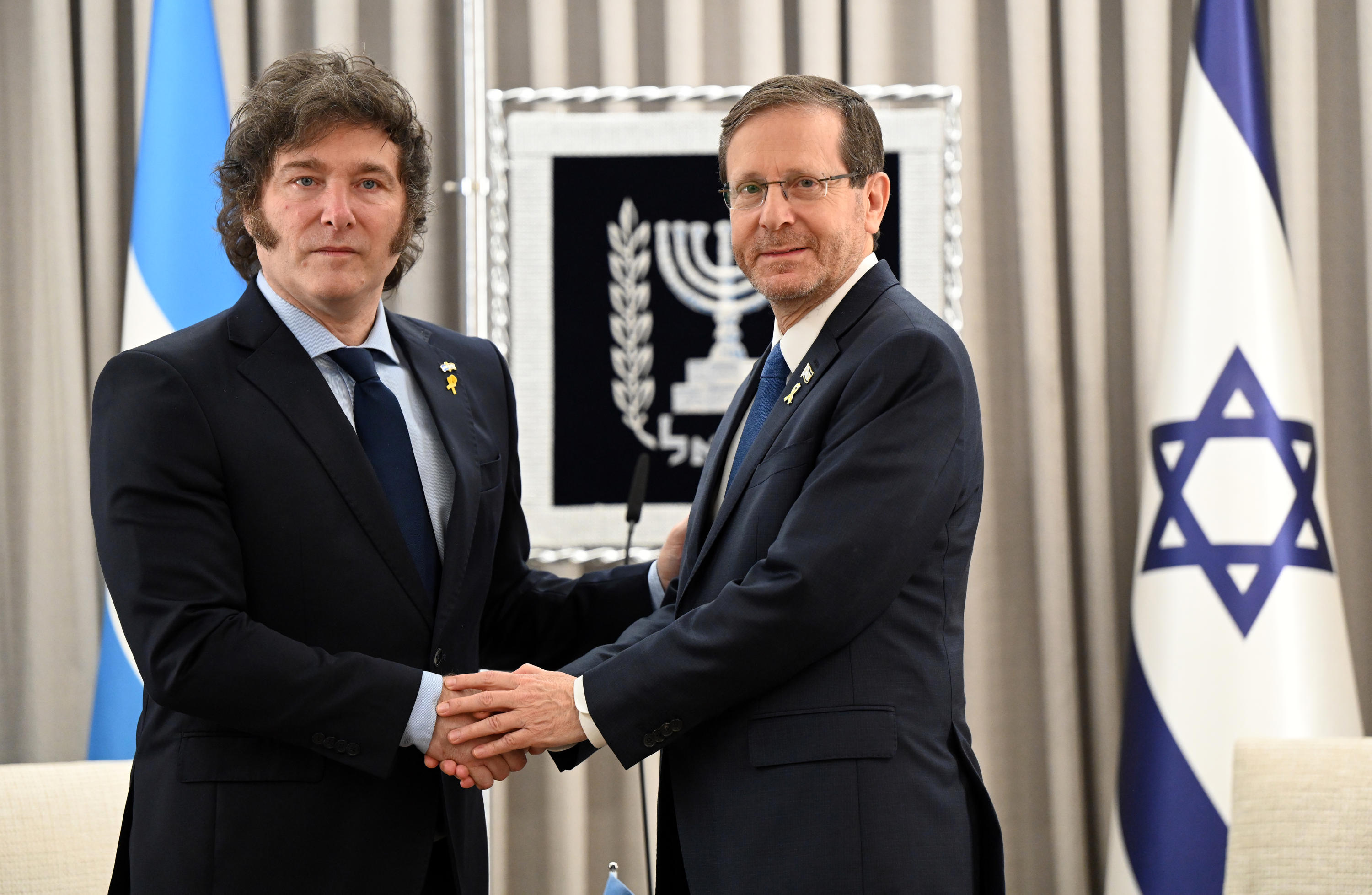
Milei junto a Isaac Herzog, presidente de Israel, febrero de 2024.

A principios de febrero de 2024, Milei realizó una gira internacional por Israel, donde se reunió con el presidente Isaac Herzog y el primer ministro Benjamín Netanyahu, Italia, donde se reunió con la primera ministro Giorgia Meloni, y el Vaticano, donde se reunió con el Papa Francisco, y donde participó de la canonización de Mama Antula. En Israel visitó las zonas afectadas por la guerra de Gaza, donde reforzó su apoyo a Israel, así como también visito el Muro de los Lamentos y el Museo del Holocausto de Jerusalén.
En el transcurso de la Guerra de los doce días, Milei declaró a Irán como enemigo sin pasar por el Congreso de la Nación. Esto llevó a que el diputado Eduardo Toniolli, del opositor Unión por la Patria, anunciara mediante declaraciones periodísticas que pediría juicio político contra el presidente por considerar qu violó la normativa constitucional según la cual "es el Congreso el que habilita, o no, al Poder Ejecutivo a la paz y a la guerra”. El anuncio no incluyó fechas para el inicio y no hay constancia de que se haya iniciado el trámite legislativo para el juicio político.

## Litigios
- Argentina reclama al Reino Unido la soberanía de las Islas Malvinas, al igual que hace con las islas Georgias del Sur y Sandwich del Sur, además de otras islas menores, y su mar circundante cerca de ellas.
- También tiene una reclamación territorial en Antártida, aunque por el momento las aspiraciones territoriales en dicho continente por parte de Argentina u otros países están congeladas de acuerdo al Tratado Antártico.